# Alfonso X de Castilla
Alfonso X de Castilla, llamado el Sabio (Toledo, 23 de noviembre de 1221-Sevilla, 4 de abril de 1284), fue el rey de Castilla y de los demás reinos intitulados entre 1252 y 1284. A la muerte de su padre, Fernando III el Santo, reanudó la ofensiva contra los musulmanes y ocupó Jerez (1253), Salé, el puerto de Rabat (1260) y conquistó Cádiz (c. 1262). Debió hacer frente a la revuelta mudéjar de 1264-1266 en Murcia y el valle del Guadalquivir. Como hijo de Beatriz de Suabia, aspiraba al trono del Sacro Imperio Romano Germánico, por lo que dedicó más de la mitad de su reinado a este proyecto sin obtener ningún resultado positivo. En 1273, fundó el Concejo de la Mesta.
Los últimos años de su reinado fueron especialmente sombríos debido a un conflicto de sucesión provocado por la muerte prematura de su hijo primogénito, Fernando de la Cerda, y esto, sumado a la minoría de edad del resto de sus hijos, terminó desembocando en la rebelión abierta de su hijo, el infante Sancho, y de gran parte de la nobleza y ciudades del reino. Alfonso murió en Sevilla durante el transcurso de estas revueltas después de haber desheredado a su hijo Sancho.
En cuanto a los aspectos administrativos, llevó a cabo una beneficiosa política económica, reformando la moneda, la hacienda y también concediendo numerosas ferias. 
Además, es reconocido por la obra literaria, científica, histórica y jurídica realizada por sus escribas reales.Alfonso X patrocinó, supervisó y a menudo participó con sus propios escritos con un conjunto de intelectuales latinos, hebreos e musulmanes conocido como la Escuela de Traductores de Toledo, en la composición de una ingente obra literaria que inició en buena medida la prosa en castellano. Elaboró de su pluma las Cantigas de Santa María y varios otros versos, y también realizó un gran aporte a la lengua culta del momento en la corte del reino, el galaicoportugués, que gracias a su contribución, nos ha perdurado.
En 1935, se reconoció su labor como astrónomo, bautizando en su honor el cráter lunar «Alphonsus».

## Biografía

### Etapa como infante
Hijo primogénito del rey Fernando III el Santo y de Beatriz de Suabia (hija de Felipe de Suabia, antiguo aspirante al trono imperial alemán, y nieta del emperador Federico I Barbarroja), Alfonso nació en la ciudad de Toledo el 23 de noviembre de 1221, día de la festividad de san Clemente. Tuvo tres hermanas y seis hermanos. Cuatro meses después, el 21 de marzo de 1222, fue jurado heredero en Burgos. Para encargarse de su crianza fue designada ama Urraca Pérez y ayo García Fernández de Villamayor, que había sido mayordomo de la reina Berenguela y cuya segunda esposa era Mayor Arias de Limia. Con ambos se crio en Villaldemiro y en Celada del Camino. Parte de su infancia la pasó en las propiedades que tenían sus cuidadores en Maceda (Galicia), donde aprendería el galaicoportugués que utilizó en las Cantigas compuestas en su scriptorium y, al menos diez de ellas, seguramente debidas al mismo rey. Ya en la Corte de Toledo, recibió una esmerada educación en múltiples campos, a la vez que empezó a relacionarse con los herederos de las principales familias nobles de los reinos de Castilla y de León.

#### Campaña en Andalucía y batalla de Jerez (1231)
En 1231, mientras Fernando III recorría las principales ciudades del reino de León después de haber tomado posesión de él, algunos historiadores señalaron que el soberano envió a su hijo el infante Alfonso, pero para dicho año este contaba con apenas nueve años de edad y se hallaba en Salamanca, por lo que el tal infante Alfonso sería el hermano de Fernando III, Alfonso de Molina, a quien sí comisionó para atacar a los reinos musulmanes de Córdoba y Sevilla, siendo acompañado por los magnates Álvaro Pérez de Castro el Castellano y Gil Manrique. Debido a la minoridad del hijo del Rey, el infante Alfonso, quien sí habría estado presente en la batalla era en realidad el hijo del rey Fernando III.

Mandó a don Alvar de Castro, el Castellano, que fuese con él, para guardar el infante y por cabdillo de la hueste, ca el infante era muy moço e avn non era tan esfforçado, e don Alvar Pérez era omne deferido e muy esforçado.

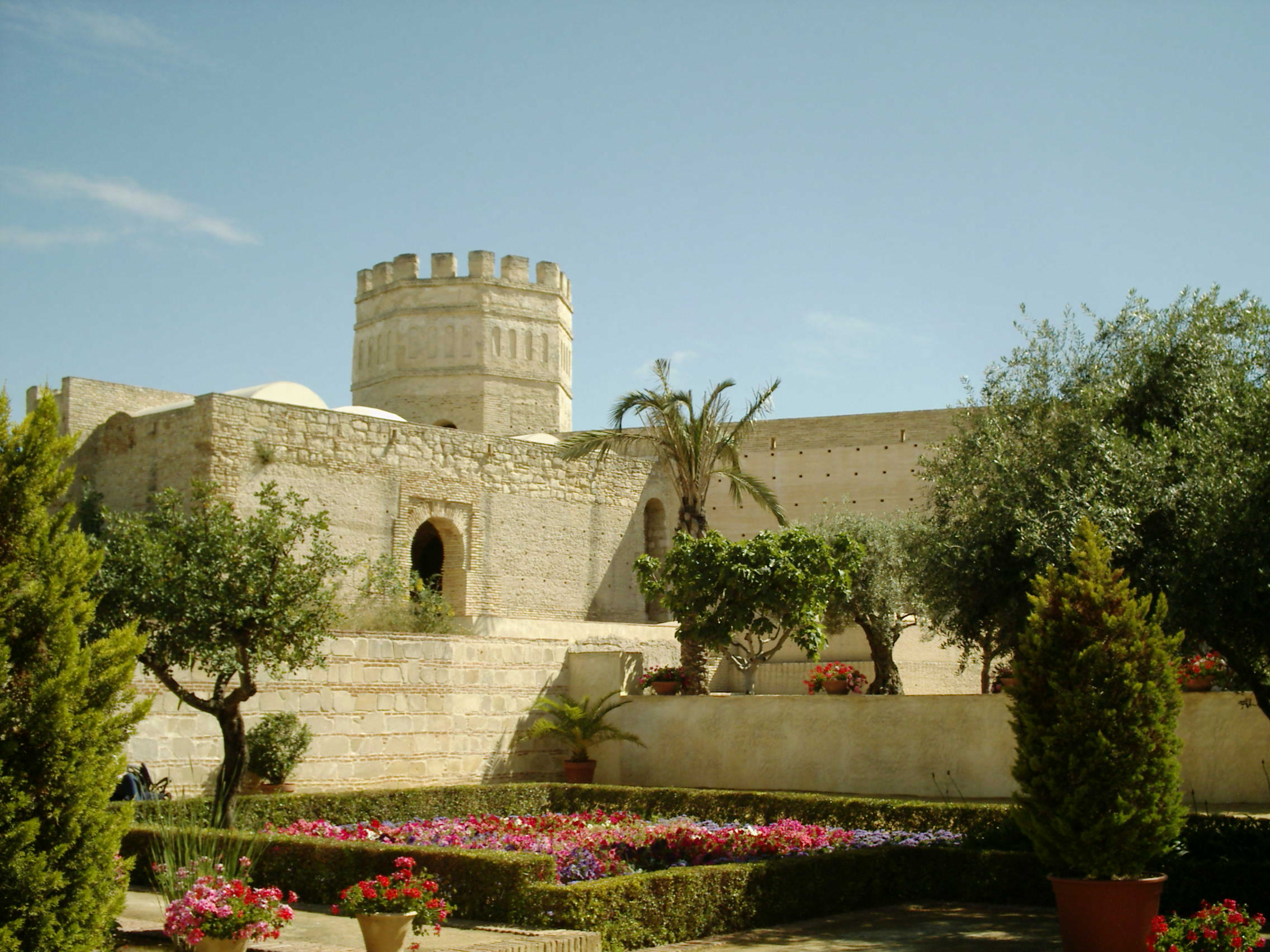
Vista del Alcázar de Jerez de la Frontera. La batalla de Jerez (1231) supuso la derrota de las tropas del rey musulmán Ibn Hud.

Desde Salamanca y pasando por Toledo, donde se les unieron cuarenta caballeros toledanos, se dirigieron hacia Andújar, y desde allí, se encaminaron a devastar la tierra de Córdoba, y posteriormente, al municipio cordobés de Palma del Río, donde exterminaron a todos los habitantes y tomaron la localidad, dirigiéndose a continuación hacia el reino de Sevilla y hacia Jerez de la Frontera, donde instalaron el campamento cristiano en las cercanías del río Guadalete. El emir Ibn Hud, que había reunido un numeroso ejército dividido en siete cuerpos, se interpuso con él entre el ejército cristiano y la ciudad de Jerez, obligando a las tropas de Alfonso a combatir. En la denominada batalla de Jerez (1231) el ejército de Alfonso derrotó a las tropas musulmanas, a pesar de la superioridad numérica de estos últimos. Alfonso X el Sabio se refirió posteriormente a esta «cabalgada», en la que Álvaro Pérez de Castro el Castellano acaudilló las huestes cristianas, del siguiente modo:

Conviene que sepades los que esta estoria oyredes que la cosa del mundo que más quebrantó a los moros, por que el Andaluzía ovieron a perder e la ganaron los christianos dellos, fue esta cabalgada de Xerez, ca de guisa fincaron quebrantados los moros, que non pudieron después auer el atreuimiento nin el esfuerço que ante avíen contra los christianos, tamaño fue el espanto e el miedo que tomaron desa vez.

Después de su victoria en Jerez, Álvaro Pérez de Castro se dirigió al reino de Castilla y entregó al infante Alfonso a su padre el rey, que se hallaba en la ciudad de Palencia.
En 1235 falleció su madre, la reina Beatriz, y en 1240 su padre le puso casa propia, sostenida por rentas leonesas y andaluzas. En 1242 participó en el aplastamiento de la rebelión de Diego López de Haro.

#### Conquista de los reinos de Murcia y Sevilla

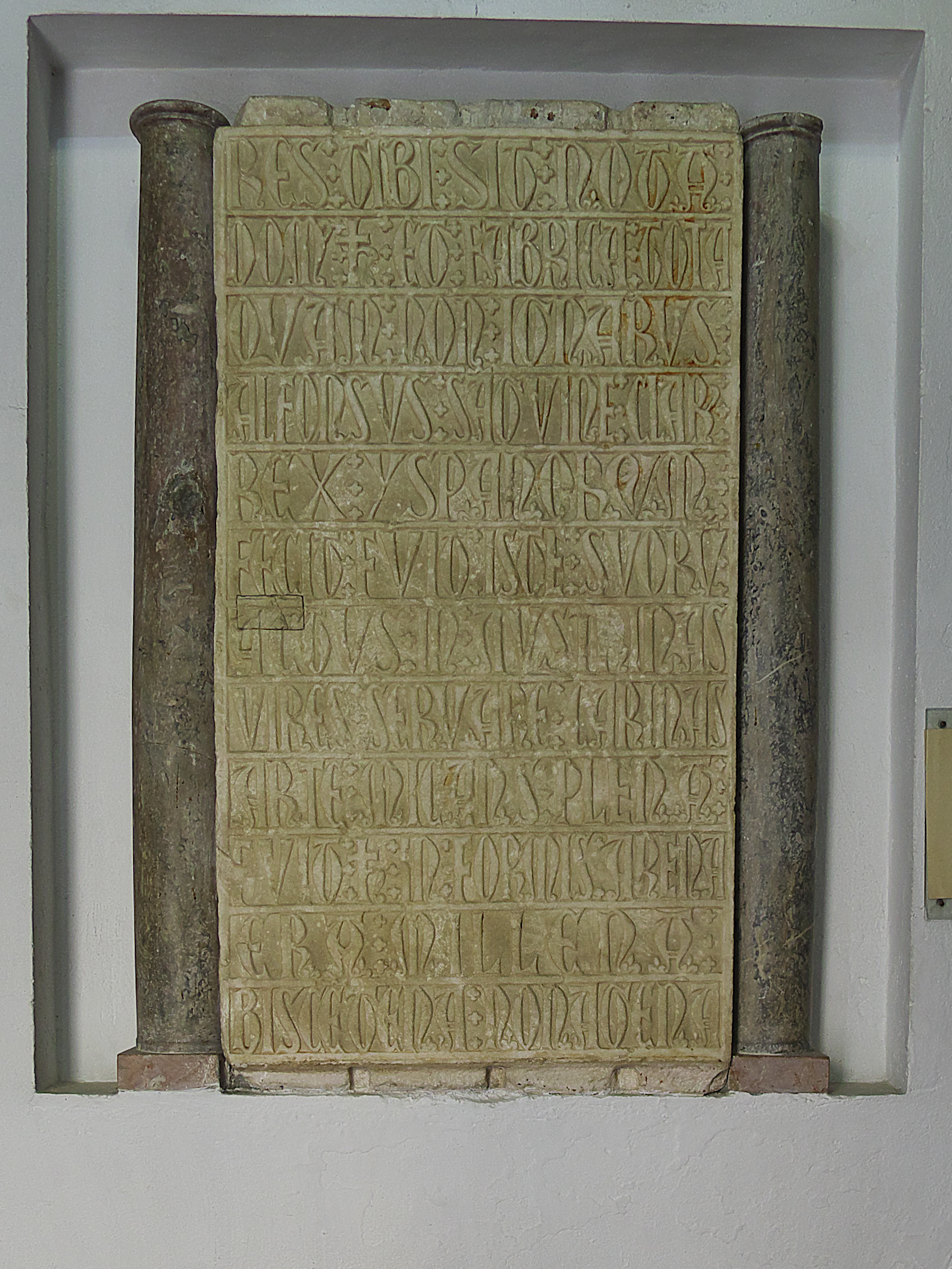
Atarazanas Reales de Sevilla. Alfonso X construye los mayores astilleros de Europa.

Cumplida la mayoría de edad a los diecinueve años, Alfonso utiliza oficialmente el título de heredero y comienza a ejercer actividades de gobierno en el reino de León. Poco después, afronta diversas operaciones militares:
- En 1243, debido a la enfermedad que sufría su padre, el infante se hizo cargo de la campaña de conquista del reino de Murcia (1243-1245), con la ayuda de ciertos caudillos musulmanes del territorio.[16] La taifa temía ser absorbida por el vecino reino granadino, y su señor decidió solicitar la protección de los castellanoleoneses, que le enviaron tropas y una embajada en abril de 1243.[17] La mayoría de los caudillos regionales pactaron con los castellanoleoneses en Alcaraz, pero Mula, Lorca y Cartagena rehusaron hacerlo y fueron subyugadas, las dos primeras en la primavera del 1244 y la tercera a comienzos de 1245.[16] En el transcurso de estas operaciones firmó el Tratado de Almizra (26 de marzo de 1244) con Jaime I de Aragón, su futuro suegro, estableciendo las fronteras entre ambos reinos.[18]
- En 1246, puede que participase en las largas operaciones de asedio de Jaén, que concluyeron con su conquista.[19]
- En 1246-1247 participó en la guerra civil portuguesa, apoyando a Sancho II de Portugal frente a su rival y hermano Alfonso de Bolonia.[20] Tras vencer a las fuerzas portuguesas cerca de Leiría, abandonó el reino para participar en la conquista de Sevilla.[21]
- En 1247-1248 colaboró en primera línea en la reconquista de Sevilla.[19] A causa de la quebrantada salud de su padre el rey Fernando III, el infante Alfonso se ocupó del reparto entre los miembros de la hueste de los nuevos territorios adquiridos, así como de distintas labores de gobierno.
- El castillo de Alicante se conquistó en el año 1248, supuestamente, según la tradición local,[22] pero los historiadores lo rechazan por ahistórico.[23] El control de Alfonso de dicha ciudad no está probado hasta el año 1252, cuando promulga un privilegio que instituye el Concello de Alacante. Al poco, las villas y fortalezas del Vinalopó pasan a formar parte del infantado de a su hermano, el infante Manuel de Castilla, siendo creado el Señorío de Villena. El rey Jaime I de Aragón había ofrecido a Castilla el derecho de poseer dichos territorios a modo de dote matrimonial con sus infantas Violante y Constanza de Aragón, mientras que Alfonso, a cambio, había otorgado al soberano de Aragón el derecho de recuperar Alicante en cualquier momento como gesto de buena vecindad diplomática.[24]

Dos años antes de la toma de la ciudad de Sevilla se habían celebrado los esponsales del infante Alfonso con la infanta Violante de Aragón, hija de Jaime I de Aragón, aunque hasta el 29 de enero de 1249 no se celebró la boda en la ciudad de Valladolid. La reina estuvo a punto de ser repudiada por estéril, pero quedó embarazada en 1253 tras reposar en la ciudad de Alicante en un lugar que desde entonces fue conocido como "el Buen Reposo". Matrimonio de Estado, no impidió que Alfonso siguiese manteniendo relaciones con Mayor Guillén de Guzmán, con la que tuvo una hija.
El 31 de mayo de 1252 falleció Fernando III. Al día siguiente, 1 de junio, fue proclamado rey el infante Alfonso, que reinaría como Alfonso X de Castilla y de León.

### Política interior

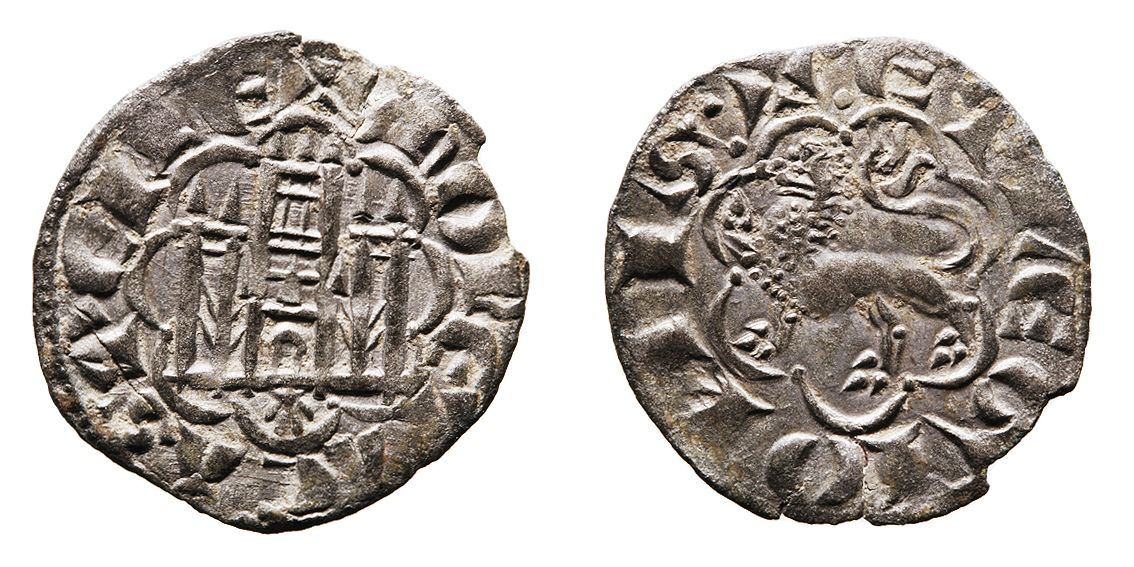
Noven, moneda de vellón, acuñada en La Coruña durante el reinado de Alfonso X. La leyenda dice en latín "Moneda de Castilla y de León".

El reinado de Alfonso X fue un reinado reformador, que iniciaría el proceso que desembocaría en el Estado Moderno de época de los Reyes Católicos. Fundamentó, asimismo, la supremacía de Castilla entre los reinos que integraban la corona.

#### Medidas económicas
El principal desarrollo económico en el sector primario se dio en la ganadería ovina trashumante, impulsado por la anexión  castellana del valle del Guadalquivir. A mediados del siglo se definieron los trazados de las principales cañadas reales (la leonesa, la segoviana, la soriana y la manchega). La principal medida económica del reinado fue la creación del Honrado Concejo de la Mesta de pastores, que reunió a todos los pastores de León y de Castilla y les otorgó importantes prerrogativas y privilegios tales como eximirles del servicio militar, testificar en los juicios, derechos de paso y pastoreo, etc. Se desconoce el año exacto de la fundación, pero debió tener lugar entre 1230 y 1263.
En las ciudades crecieron las cofradías, antecedentes de los gremios, pese a la oposición del rey.
Los objetivos económicos principales del rey fueron el fomento del comercio y la homogeneización de los territorios que gobernaba. En lo que respecta al primero, trató de allanar las transacciones internas mediante la reducción de los impuestos que las gravaban, al tiempo que establecía aranceles para las importaciones y exportaciones para aumentar los ingresos de la Corona. Se fijaron las poblaciones por las que pasaba el comercio exterior. Se favoreció la implantación de un sistema común de pesos y medidas. Durante el reinado se crearon veinticinco nuevas ferias, que solían durar una semana y coincidían con fiestas religiosas.
En cuanto a la política fiscal, el objetivo del monarca fue el rápido incremento de los ingresos de la Corona, sumida a finales del reinado de su padre en una quiebra práctica. Para ello estableció nuevos impuestos a las actividades económicas pujantes, como el comercio o la ganadería trashumante y trató de obtener frecuentes «servicios» (contribuciones extraordinarias), en especial a partir de 1264. Los servicios, a diferencia de su precedente, el pedido, afectaba a la nobleza y al clero, y suscitaron el descontento de estos. El aumento general de la presión fiscal originó oposición también en la oligarquía urbana y fue uno de los motivos de la rebelión nobiliaria de 1272.

#### Reformas legislativas
Alfonso X pretendía renovar y unificar los diversos fueros que regían sus dominios. Para lograr ese objetivo, el primer paso fue la redacción del Fuero Real para las ciudades del país. Esta unificación jurídica formaba parte del intento general de homogeneización de los territorios reales que emprendió Alfonso.

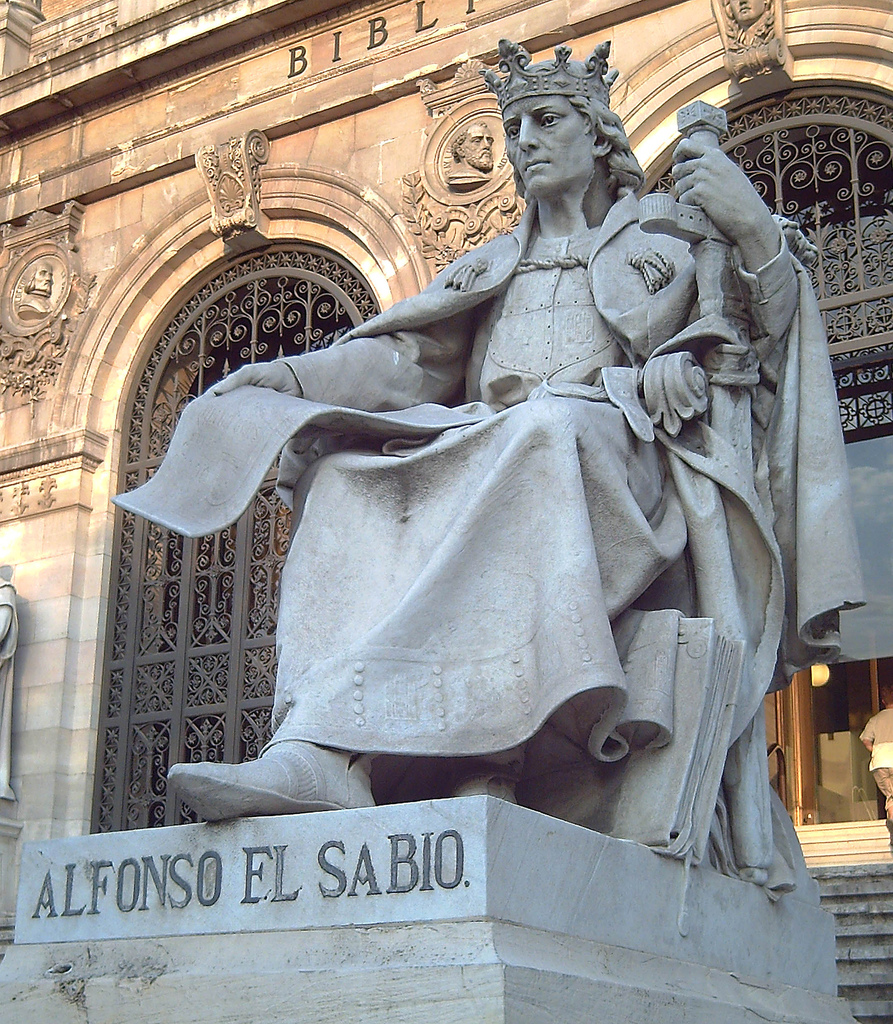
Alfonso el Sabio (1892), escultura de José Alcoverro en la Biblioteca Nacional de España.

El Espéculo sería la primera redacción de un código legal unificado, en la línea del Fuero Real; fue un compendio legal de Castilla, que se envió a los núcleos urbanos como obra de referencia. Sería promulgado en 1255. Sin embargo, al año siguiente llegó una embajada de la ciudad italiana de Pisa ofreciendo a Alfonso su apoyo para optar al trono imperial. El rey castellano decidió entonces que su equipo de juristas elaborara un nuevo código legal ampliado, basado en el Espéculo y en el Derecho romano-canónico. Se trata de las Siete Partidas, redactadas entre 1256 y 1265, y de las que se ha llegado a decir que son, por su calidad y trascendencia interna y exterior, equiparables en el mundo del Derecho a lo que fue la obra de Santo Tomás de Aquino para la teología.
Alfonso no solo promulgó nuevas leyes, sino que además creó nuevos cargos, como el de adelantado o el de almirante, reflejo de la creciente importancia de la flota castellana. El cargo de Adelantado mayor de Andalucía se creó en 1253 para la Andalucía Bética conquistada. A continuación se creó el 
equivalente para Murcia. Este nuevo cargo sustituyó además a los merinos mayores en Castilla y León. En la década de 1260 se unieron los adelantamientos de Andalucía y Murcia (que volvieron a separarse en la década siguiente) y desaparecieron los adelantados de Castilla y León. Se creó también la figura del adelantado de Álava y Guipúzcoa. Su función era esencialmente jurídica: eran el juez principal y de apelación del territorio que se les asignaba y representaban al rey en su ausencia en algunos actos como la recepción de castillos o la toma de juramentos.
Fue el primer monarca castellano que utilizó las Cortes, reunidas por primera vez en León en 1188, como instrumento habitual de gobierno. A las sesiones, muy frecuentes en el reinado de Alfonso, acudían los tres estamentos: nobleza, clero y tercer estado (procuradores de villas y ciudades), a diferencia de lo que ocurría con su precedente, la curia regia, de la que estaba excluido este último. El objetivo primordial de la convocatoria de Cortes fue la obtención de subsidios extraordinarios, puesto que la consecución de nuevos fondos preocupó constantemente al rey.
El rey era, en opinión de Alfonso, la «cabeza del reino», «vicario de Dios» aunque independiente en su poder temporal de la Iglesia, y por tanto trató de reforzar todo lo posible el poder de la Corona. El rey era el legislador del reino y el juez supremo. También el jefe del Ejército y la cabeza de la Administración Pública, así como quien decidía la política exterior del reino. Alfonso no se limitó, sin embargo, a aplicar las antiguas leyes y a ejercer sus tradicionales prerrogativas, sino que fue un reformador, un innovador legislativo.
Las reformas legislativas del rey produjeron el rechazo de elementos ciudadanos y nobiliarios, cuyos privilegios se veían amenazados por la creciente intervención del Estado en las legislaciones privativas. Este rechazo fue una de las causas de la gran rebelión nobiliaria de 1272, que obligó al rey a ceder y permitir que algunas localidades recuperasen sus antiguos fueros, desechando el real.

#### Actividad repobladora
Sin duda, la labor más importante en este ámbito emprendida por este monarca fue la repoblación del antiguo reino de Sevilla, que permitió consolidar las conquistas de Fernando III. Los objetivos de las repoblaciones alfonsinas eran dobles: económicas (mejorar la explotación del territorio) y militar (proteger puntos vulnerables).

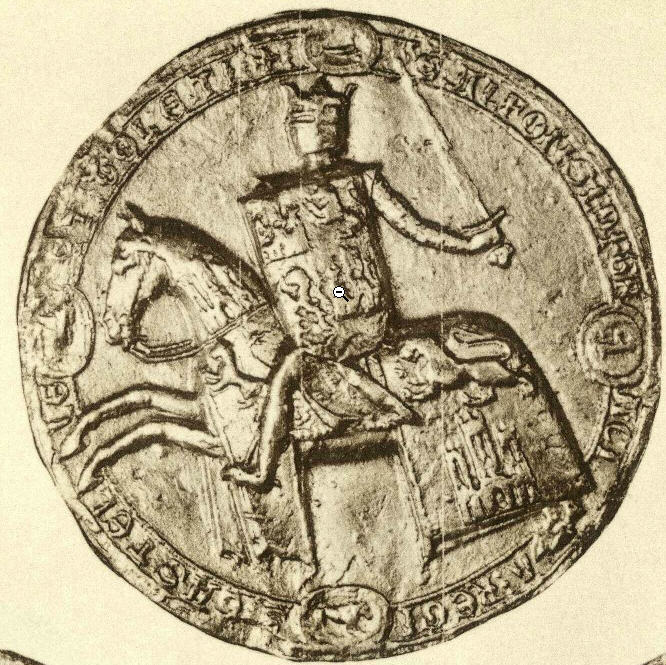
Sello de Alfonso X

Nada más rendirse la ciudad hispalense, se procedió al reparto de las casas de su casco urbano y de las tierras de alrededor entre los soldados de las huestes reales y nobiliarias, así como entre gentes procedentes de todos los rincones de la Corona de Castilla. Este modelo de repoblación, que vació de musulmanes aquellas localidades que habían sido tomadas por fuerza o que capitularon tras un sitio (caso de las principales ciudades del valle del Guadalquivir), convivió con el mantenimiento de la población autóctona en diferentes zonas. Muchas localidades serranas de Jaén y Córdoba, y otras de las campiñas y llanuras, se rindieron a los castellanos mediante capitulación, por la cual estos se hacían cargo de sus fortalezas y del cobro de impuestos, mientras que los mudéjares conservaban cierta autonomía política y religiosa. 
Este sistema no fue viable después de la revuelta mudéjar de 1264. La expulsión que se produjo de musulmanes en las tierras andaluzas y el agotamiento demográfico de los reinos de Castilla y de León tuvo como consecuencia una bajísima densidad de población en el sur, que no pudo ser paliada por la labor repobladora de Alfonso X en la comarca del Guadalete y en la bahía de Cádiz, ni por las iniciativas señoriales en la frontera con Granada. Finalmente, los repobladores se concentrarían en las grandes ciudades del valle del Guadalquivir.
Los puntos de mayor peligro se encomendaron a las órdenes militares: la de Santiago obtuvo Segura, Estepa y Medina Sidonia (tras la desaparición de la efímera Orden de Santa María de España, fundada por Alfonso); la de Calatrava recibió Martos y Alcaudete; y la de Alcántara, Morón. El rey trató también de potenciar los concejos, el principal de los cuales en la zona era el de Sevilla.
En Murcia la situación fue similar, si bien no hubo expulsión de mudéjares tras la rebelión de 1264. En la región convivieron repobladores castellanos, aragoneses (un 45 % en algunas comarcas), ultramontanos (franceses e italianos, principalmente), mudéjares, comunidades judías. Las zonas más pobres quedaron casi despobladas, y parte de la población, tanto mudéjar como cristiana, abandonó la región.
También impulsó Alfonso X la llamada repoblación interior, con la fundación de villas y polas (pueblas) nuevas en regiones del norte e interior peninsular. Con ello pretendía reforzar la jurisdicción realenga en zonas en las que tradicionalmente habían predominado los señoríos de distinto tipo. Así, podemos enumerar las siguientes:
- Aguilar de Campoo en Castilla (1255).
- Cangas de Tineo en Asturias (1255).[56]
- Villa Real, actual Ciudad Real, fundada en Pozuelo de don Gil en 1255. Se estableció con el fin de contrarrestar el poder que la Orden de Calatrava ejercía en la comarca.[54]
- Santa Marta de Ortigueira en Galicia (1255).[56]
- Tolosa, Villafranca de Ordicia y Segura en Guipúzcoa (1256).[56]
- Treviño en Burgos (1254).[56]

#### La revuelta mudéjar

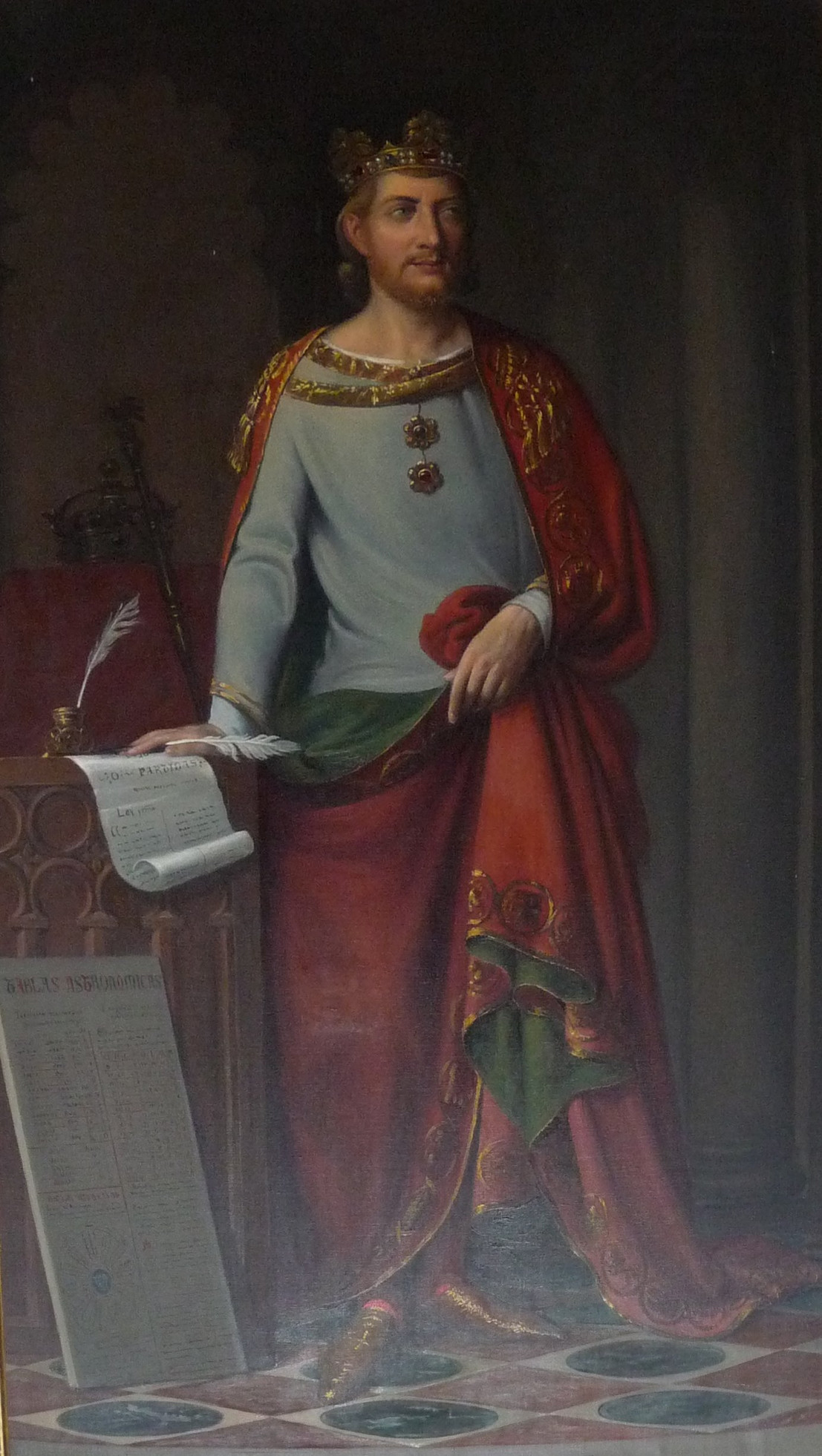
Retrato imaginario de Alfonso X, expuesto en el Alcázar de Segovia

Ya al principio del reinado, en 1253, Alfonso tuvo que afrontar rebeliones en los territorios recién incorporados a Castilla. Se alzaron contra el rey Tejada, cerca de Sevilla, así como Lebrija, Arcos, Medina-Sidonia y Jerez; esta última resistió a los castellanos hasta 1261.
A los pocos años de haber renovado la sumisión a Castilla, que ya habían ofrecido a Fernando III, los pequeños territorios tributarios de Niebla y Jerez de la Frontera vieron cómo Alfonso X les arrebataba por la fuerza de las armas la poca autonomía que les restaba. Jerez fue conquistado tras un mes de asedio, a finales de 1260 o comienzos del año siguiente. Niebla fue conquistada a continuación, en febrero de 1262, con facilidad; su señor marchó a Sevilla, donde vivió hasta su muerte. La población musulmana del reino fue expulsada y se llevó a cabo en él otro proceso repoblador, similar al de Sevilla. Ese mismo año comenzó también la repoblación del Puerto de Santa María y de Cádiz.
Estas conquistas, así como otros incumplimientos de las capitulaciones acordadas en su día con los musulmanes andaluces y murcianos que se habían rendido sin resistencia durante las campañas de Fernando III, provocó una sublevación concertada entre la población mudéjar del sur peninsular, apoyada por el rey de Granada (1264). El alzamiento comenzó en mayo de 1264 en Jerez, de cuyo alcázar se apoderaron los rebeldes, y se extendió pronto a otras localidades como Arcos, Lebrija o Medina-Sidonia. En Murcia el levantamiento comenzó en Lorca. La rebelión fue aplastada en casi toda Andalucía en seis meses, mientras que en Murcia, abandonada a su suerte, fue necesaria la intervención combinada de tropas castellanas y aragonesas, al mando del propio Jaime I de Aragón. El rey aragonés rindió Murcia en enero de 1266, acontecimiento que marcó el principio del fin de la rebelión en la región. Alfonso se centró entonces en Jerez, el principal foco de la rebelión, que recuperó en octubre de ese mismo año, tras reconquistar otras plazas menores. Esta revuelta tuvo como consecuencia la expulsión o huida de muchos mudéjares andaluces, y el despoblamiento de vastas áreas en la Campiña del Guadalquivir.

#### Relación con la Iglesia
Alfonso utilizó a la Iglesia como instrumento de gobierno. Algunas figuras del alto clero recibieron importantes cargos gubernamentales y actuaron como embajadores regios, tanto ante el papa como en otras cortes. Uno de los principales eclesiásticos del reinado fue Raimundo de Losana, arzobispo de Sevilla, estrecho colaborador del rey.
Por otro lado, Alfonso trató de apropiarse de parte de las rentas eclesiásticas, lo que suscitó el disgusto de los prelados y los acercó a la nobleza descontenta con la fiscalidad regia. Logró, empero, conservar las tercias reales que había obtenido del papa Inocencio IV su padre Fernando para contribuir a sufragar las guerras contra los musulmanes. Esta fue una de las principales fuentes de ingresos para la hacienda real. Cuando renunció definitivamente a la corona imperial alemana, el papa del momento, Gregorio X, le compensó con la décima parte de las rentas eclesiásticas del reino durante seis años. No consiguió, sin embargo, que ninguno de los papas de la época lo respaldase decididamente en sus pretensiones al trono alemán.

#### Relación con la nobleza
La relación del rey con la nobleza pasó por diversas etapas, aunque en general, esta reforzó su poderío durante el reinado de Alfonso. En los repartos de tierras en la Andalucía conquistada y en Murcia, la alta nobleza, los «ricoshombres», obtuvieron grandes extensiones. Se extendió también el régimen señorial: los grandes propietarios acapararon cada vez más competencias jurisdiccionales.
Los dos principales linajes del reinado de Alfonso eran los de Lara y Haro, rivales. Otras importantes familias de la alta nobleza eran las de los Castro, Guzmán —una de cuyos miembros, Mayor, era amante del rey—, Manzanedo, Meneses, Fróilaz, Saldaña, Cameros, Girón, Trastámara y Limia. Todas ellas gozaban de amplios dominios que les aportaban abundantes rentas, disfrutaban de los principales cargos en la corte y estaban a menudo emparentadas. Parte de la alta nobleza se opuso a las medidas económicas y políticas del soberano, que buscaban reforzar el poder de la Corona.
Las primeras desavenencias entre el rey y los nobles acontecieron en 1255, con la sublevación de Diego López III de Haro, sostenido por Jaime I de Aragón y por el hermano de Alfonso, el infante Enrique. La rebelión, centrada en el Señorío de Vizcaya y en Andalucía, fue aplastada. La siguiente rebelión nobiliaria relevante fue la de 1270, tras un período de conciliación entre los nobles y el monarca.

#### Relaciones con la familia real
La actuación de los hermanos del rey fue, en general, perjudicial para él. Enrique y Fadrique se rebelaron contra él; al segundo lo hizo ejecutar. También lo hizo Felipe en 1272. Sancho llegó a arzobispo de Toledo, pero murió al poco. El benjamín varón de la familia, Manuel, fue un fiel compañero de Alfonso hasta que, al final del reinado, se rebeló contra él en apoyo de su sobrino Sancho. De sus hermanos de padre (hijos de la segunda esposa de Fernando III), solo Leonor desempeñó un papel importante en el reino, al casarse con el heredero inglés, Eduardo Plantagenet.

### Política exterior

#### La cuestión del Algarve
Durante todo su reinado, Alfonso X se tituló «rey del Algarve». El origen de esta atribución es oscuro. Según algunos autores, como el marqués de Mondéjar, el Algarve le habría sido donado por Sancho II de Portugal en pago por el apoyo que el castellano le había proporcionado en 1246 contra aquel que terminaría apartándolo del gobierno, su hermano Alfonso III de Portugal. Para otros, como José Mattoso, la reivindicación del rey castellano sobre las tierras al sur de Lisboa reflejaban el deseo de ver reconocida su superioridad feudal sobre el monarca portugués; también se rastrean los derechos de Alfonso X en el Algarve obtenidos por el rey de Niebla. Sea como fuere, tras la subida al trono de Alfonso X de Castilla, se inició una guerra entre ambos reyes por el control del Algarve. El conflicto finalizó en 1253 al acordar el matrimonio del rey portugués con una hija, ilegítima, del rey Alfonso X, Beatriz, y la entrega de un usufructo sobre el Algarve en beneficio del rey castellano hasta que el hijo de ese matrimonio alcanzara los siete años de edad. Alfonso recibía además el servicio vitalicio de cincuenta caballeros de la región y la posibilidad de conceder tierras en ella.
En 1260, Alfonso X añadió a sus títulos el de rey de Algarve. Pero en abril de 1263, firmó un tratado, ratificado en 1264, por el que cedió el usufructo del Algarve a su nieto Dionisio, heredero del rey portugués, a cambio de un vasallaje militar. Con el Tratado de Badajoz de 1267 se liquidó este tributo militar y se fijaron las fronteras en el río Guadiana. El rey castellano siguió empleando el título de rey de Algarve, pero solo por la referencia al territorio de la antigua taifa de Niebla.  Por su parte, el rey Alfonso III empezó a emplear el título de rey de Portugal y de Algarve desde marzo de 1268. El motivo de la cesión de Alfonso fue su deseo de mejorar las relaciones con el reino vecino.

#### Relación con Navarra
Las relaciones con Navarra fueron tirantes al comienzo del reinado de Alfonso. Teobaldo I de Navarra, de origen francés, había orientado al reino hacia Francia. Temiendo un ataque del rey castellano, el reino firmó una alianza con Aragón. Alfonso, por su parte, se concertó con Inglaterra en la primavera de 1254: a cambio de ceder sus posibles derechos a la Gascuña, objetivo de los ingleses, estos se comprometieron a colaborar con el rey castellano en los asuntos navarros. Para reforzar la liga, el príncipe Eduardo de Inglaterra, heredero del trono, desposó a una de las hermanas de Alfonso, Leonor en Burgos ese mismo año. Las relaciones castellano-navarras mejoraron luego, durante el reinado de Teobaldo II, que hizo de su reino casi un protectorado castellano. También lo hicieron las de Castilla con Aragón, y en 1256 Alfonso firmó un tratado de amistad con el monarca aragonés, Jaime I el Conquistador.

#### Acercamiento a Francia
En 1266, Alfonso decidió estrechar los vínculos con Francia desposando a su hijo y heredero, Fernando, con una hija del monarca francés, Luis IX. La boda entre Fernando y Blanca de Francia se celebró a finales de noviembre de 1269 en Burgos.

#### Rivalidad con Granada y guerras con los benimerines
El primer acto de Alfonso contra las potencias musulmanas del sur de la península y el Magreb fue la creación de una base naval en Alcanate en el verano de 1260- Seguidamente, los castellanos ocuparon y saquearon durante varios días el puerto de Salé en septiembre de ese mismo año.
Las relaciones de Castilla con Granada fueron en general tirantes, con inestables pactos que daban paso a conflictos casi continuos. Si Alfonso trataba de minar el poder de los nazaríes mediante el apoyo a algunos arraeces, el emir granadino hacía lo propio atizando a la nobleza levantisca castellana. En 1264 el soberano granadino sostuvo a los rebeldes muladíes contra Alfonso. En 1265 las dos partes alcanzaron un acuerdo pasajero que no puso fin a las tensiones. Al morir Muhammad ibn Nasr, su hijo Muhammad II suscribió un nuevo concierto con Alfonso mediante el cual se comprometió a pagarle trescientos mil maravedíes anuales; este pacto tampoco puso fin a la enemistad entre los dos reinos.
Esta volvió a ser evidente en 1275, cuando los benimerines invadieron la península alentados por el soberano nazarí. Los magrebíes conquistaron Tarifa y Algeciras y batieron a los castellanos en la batalla de Écija. Luego corrieron las comarcas de Jaén y Sevilla, antes de retirarse de nuevo al sur del estrecho. Alfonso firmó una tregua con ellos, que concluyó en 1277, cuando los benimerines talaron el Aljarafe y cercaron Córdoba. Los concejos andaluces solicitaron la paz, que el sultán benimerí concedió. En 1278 Alfonso trató de conquistar Algeciras para estorbar el paso del enemigo a la península, pero su flota fue derrotada por la de los benimerines y el cerco acabó en fracaso.
Alfonso y su hijo Sancho siguieron hostigando al reino nazarí y consiguieron que su soberano se aviniese a retomar el pago de parias, pero esto no resolvió el problema, que resurgió en los últimos años del reinado.

#### Elfecho del Imperio
En 1256 Alfonso X recibía una embajada de la república de Pisa en Soria. Venía para ofrecerle su apoyo para ser candidato a «emperador» y «rey de romanos», cargo vacante desde la muerte de Guillermo de Holanda. Y es que Alfonso pertenecía, por ser hijo de Beatriz de Suabia, a la familia alemana de los Hohenstaufen, que alegaba ser la depositaria de los derechos al Imperio. Alfonso X aceptó la oferta pisana y procedió, mediante el envío de diplomáticos, dinero e incluso tropas a las ciudades gibelinas de Italia, a recabar apoyo para su aspiración imperial.

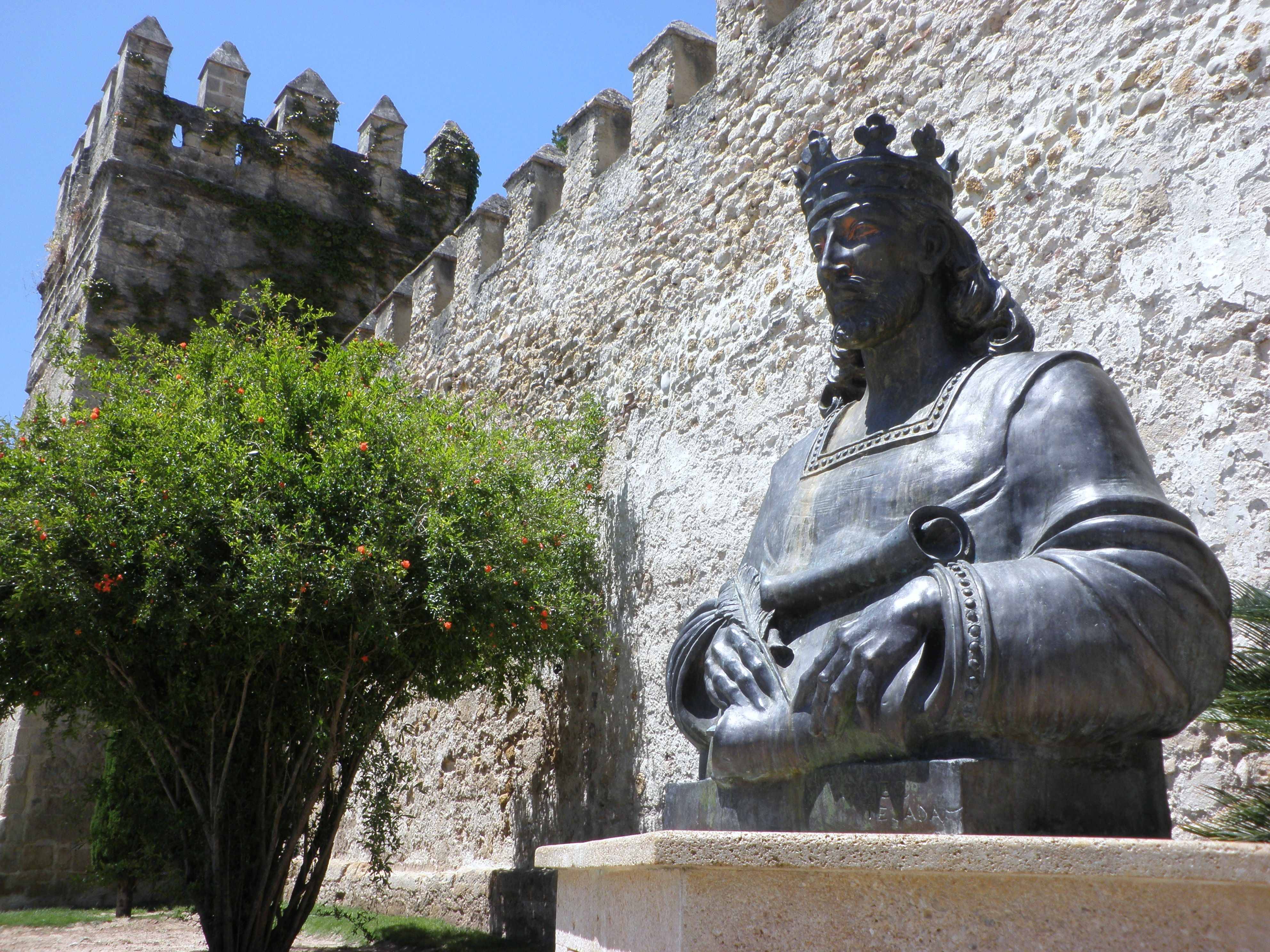
Estatua de Alfonso X junto al Castillo de San Marcos de El Puerto de Santa María.

Alfonso encontró muchas dificultades en este empeño. En la propia Castilla, muchos nobles expresaron su desacuerdo por las exigencias extraordinarias de dinero y soldados. En Soria, los nobles locales llegaron al motín (la llamada conjuración de Soria). En el exterior, el papa Gregorio X se opuso a las pretensiones de Alfonso, interesado en debilitar el Imperio. Por otra parte estaba el complejo sistema de elección del emperador, que correspondía a siete príncipes electores. Estos hicieron dos votaciones: en la de enero de 1257 escogieron al candidato inglés, en la de abril de ese año, al castellano. Tres de ellos votaron por Ricardo (hermano de Enrique III de Inglaterra), mientras que cuatro lo hicieron por Alfonso (1257). Sin embargo, el inglés viajó rápidamente a Aquisgrán, donde fue coronado junto a la tumba del primer emperador medieval de Europa Occidental, Carlomagno, en mayo, aunque no logró la sanción papal. El castellano, en cambio, permaneció en sus reinos, con lo que perdió su oportunidad de hacer valer su elección como rey de Romanos. Nunca pisaría tierra germana. En los años posteriores Alfonso desembolsó enormes cantidades de dinero para sufragar sus gestiones para ser coronado emperador por el papa, así como para apoyar militar y financieramente a sus partidarios en Italia y Alemania. En 1271 Alfonso se aprestaba a acudir a Italia a acaudillar a sus partidarios y obtener por fin la corona imperial y al año siguiente falleció su rival, Ricardo. Sin embargo, la elección de Gregorio X en 1271 frustró definitivamente sus aspiraciones imperiales. Desgraciadamente para el monarca castellano, la Iglesia romana fue alargando el pleito hasta que Alfonso se vio obligado a renunciar en 1275, tras una entrevista en Beaucaire con el papa Gregorio X. Esta ya había negado en 1272 la validez de la elección de Alfonso y había reconocido como emperador a Rodolfo I de Habsburgo en 1274.
Detrás de este contencioso pudo estar la intención del Rey Sabio de verse reconocido como superior por los otros reyes peninsulares, recuperando la vieja supremacía teórica que había tenido su antepasado Alfonso VII el Emperador. Según otros autores, la aspiración imperial de Alfonso se debía a su deseo de crear un imperio mediterráneo que le permitiese luego emprender una cruzada y conquistar Tierra Santa.

#### Elfecho de Allende

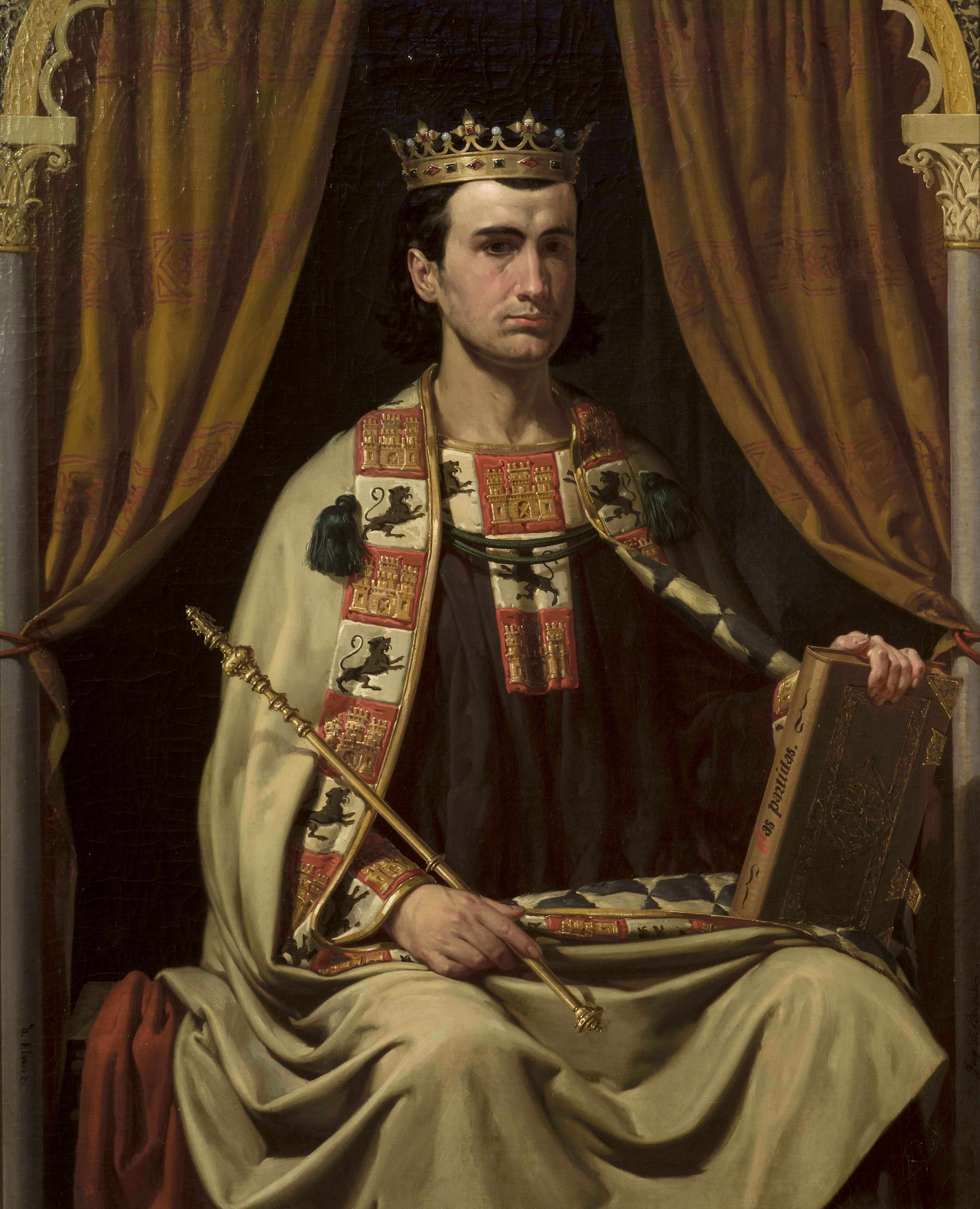
Retrato de Alfonso X en el Ayuntamiento de Sevilla

En los comienzos de su gobierno, Alfonso X retomó un viejo proyecto de su padre, el de continuar la Reconquista allende el estrecho de Gibraltar. Finalizó las grandes atarazanas de Sevilla para construir la flota necesaria para la invasión de África, nombró un almirante mayor de la mar, y consiguió de Roma la autorización para predicar la Cruzada en Castilla, lo que significaba poder recaudar dinero a cambio de beneficios espirituales. Se nombraron incluso cargos episcopales para las futuras diócesis magrebíes, y se iniciaron contactos diplomáticos con distintos reyes del Norte de África.
No obstante todos estos preparativos, no se emprendió la invasión a gran escala del Magreb. Todo se redujo a unas cuantas expediciones de rapiña y a la captura de alguna plaza costera aislada. La incursión más conocida fue la de Salé, puerto del norte de África saqueado en el verano de 1260 por la flota del almirante Juan García de Villamayor (hijo del ayo de Alfonso X). Pero el objetivo principal de esta Cruzada, Ceuta, permaneció en manos islámicas.

### Los difíciles últimos años
En la última etapa de su vida, Alfonso X tuvo que afrontar diversos fracasos y desgracias, incluyendo la muerte de su heredero (1275), rebeliones de nobles y en el seno de su propia familia, fracaso del intento de conquista de Algeciras (1278), invasiones benimerines.

#### La rebelión nobiliaria de 1272
La gran revuelta nobiliaria de 1272 se urdió en una gran reunión de los magnates del reino que se celebró en Lerma a principios de 1271. En ella participó asimismo el infante Felipe, hermano del rey, además de representantes de algunas ciudades.
En 1272 la gran mayoría de los nobles, encabezados por el infante Felipe (hermano de Alfonso X) y Nuño González de Lara, plantearon una serie de reivindicaciones al monarca. Fundamentalmente, los rebeldes deseaban eliminar las medidas fiscales del rey y la vuelta a los fueros tradicionales, más laxos en lo que se refiere a las obligaciones de las poblaciones y los vasallos para con el soberano. Consideraban que los agentes del rey cometían abusos y deseaban que Alfonso dejase de crear nuevas poblaciones en las tierras de realengo y solicitase menos contribuciones extraordinarias. A la rebelión se unió parte del clero y de la oligarquía urbana, también descontentos por la política fiscal regia. La reconciliación entre el rey y los alzados se debió a la mediación de la reina Violante y a las concesiones del soberano.
Al hacer Alfonso oídos sordos a estas protestas, los aristócratas se «desnaturalizaron» y se exiliaron en Granada junto a sus ejércitos feudales, provocando graves daños a su paso. Entre 1272 y 1273 el infante heredero, Fernando de la Cerda, negoció la reconciliación con los rebeldes en un difícil contexto de guerra contra nazaríes y benimerines. Finalmente, el príncipe logró la paz con ellos y con Granada.

#### Conjura de 1277
Apenas resuelta la rebelión de 1272, Alfonso hubo de afrontar una nueva amenaza: la conjura de su hermano el infante Fadrique y de un destacado noble, Simón Ruiz de los Cameros, en 1277. Aunque los motivos de la conspiración no están claros, esta pudo deberse a la enfermedad que por entonces sufría el rey y a la corta edad del heredero, que pudo animar al infante a tratar de hacerse con el trono. Al reponerse el rey de la enfermedad, mandó ajusticiar a los principales confabulados.

#### La problemática sucesión

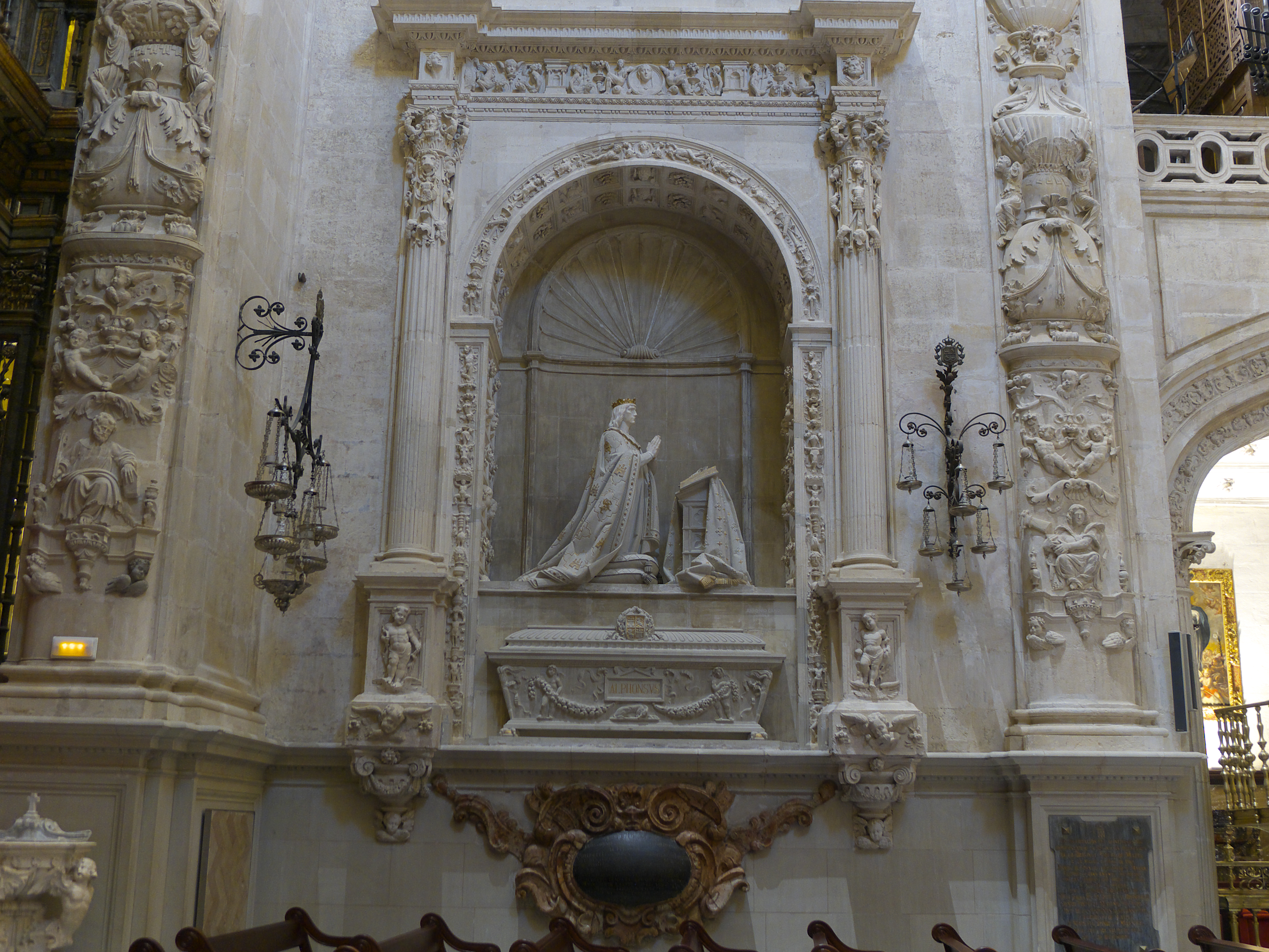
Capilla Real de la catedral de Sevilla

El primogénito y heredero al trono, Fernando de la Cerda, murió en 1275 en Villa Real, cuando se dirigía a hacer frente a una nueva invasión norteafricana en Andalucía.

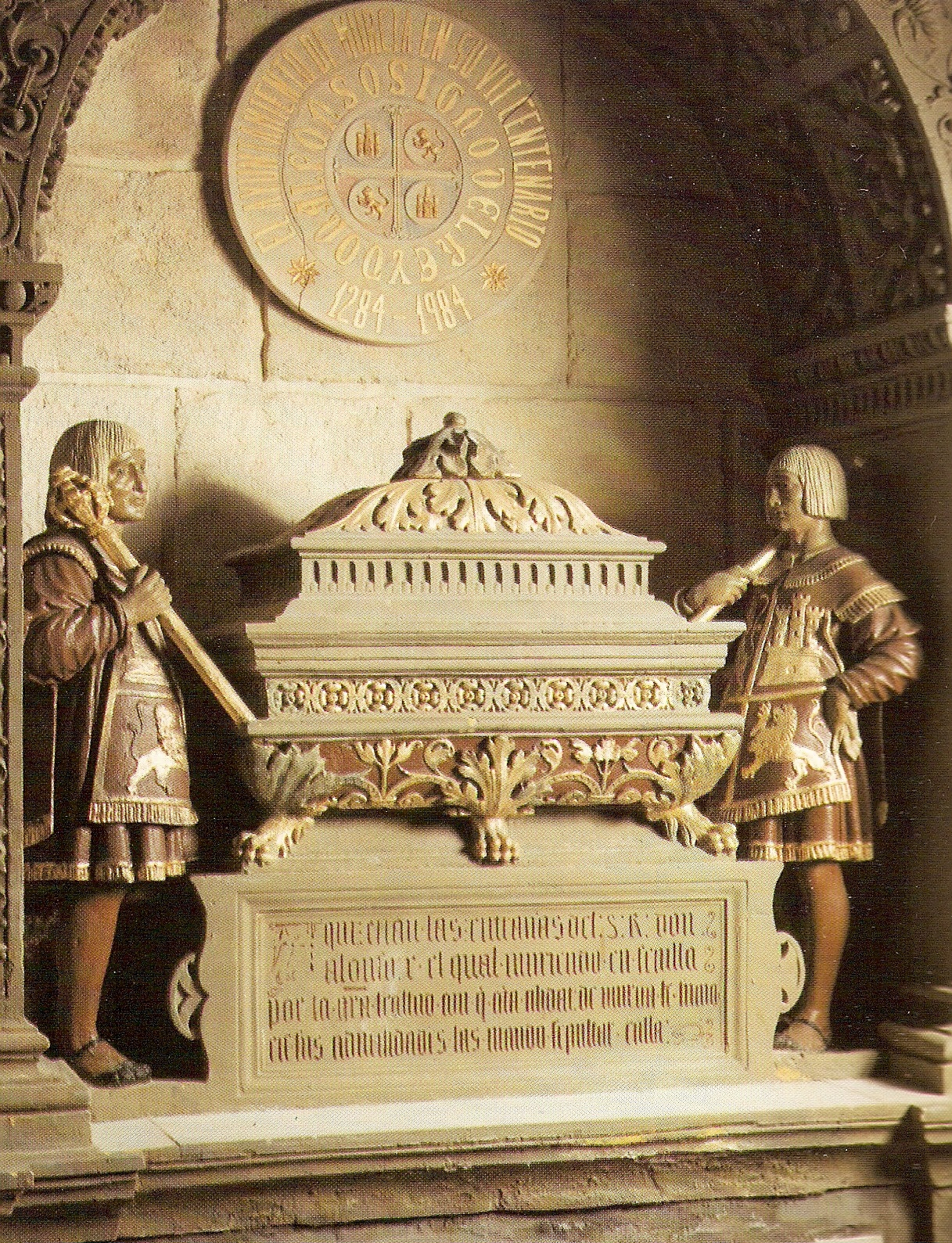
Urna sepulcral que contiene las entrañas de Alfonso X el Sabio, rey de Castilla y León (catedral de Murcia)

De acuerdo con el derecho consuetudinario castellano, en caso de muerte del primogénito en la sucesión a la Corona, los derechos debían recaer en el segundogénito, Sancho; sin embargo, el derecho romano privado introducido en Las Siete Partidas establecía que la sucesión correspondía a los hijos de Fernando de la Cerda.
El rey se inclinó en principio por satisfacer las aspiraciones de Sancho, que se había distinguido en la guerra contra los invasores islámicos en sustitución de su difunto hermano. Pero luego el rey, presionado por su esposa Violante y por Felipe III de Francia, tío de los llamados «infantes de la Cerda» (hijos de Fernando), se vio obligado a compensar a estos. Sancho, conocido por la historiografía como el Bravo por su fuerte carácter, se enfrentó a su padre cuando este pretendió crear un reino en Jaén para el mayor de los hijos del antiguo heredero, Alfonso de la Cerda, y así contentar al rey de Francia con una solución alternativa.
Finalmente, el infante Sancho y buena parte de la nobleza del reino se rebelaron en 1282. Sancho convocó unas Cortes en Valladolid que depusieron a su padre y lo reconocieron por rey. La mayoría de los notables del reino, desde la reina Violante o el infante Manuel hasta gran parte de la nobleza, el clero y los concejos, tomaron partido por Sancho. Alfonso, enfermo, se refugió en Sevilla. Nuevamente, las innovaciones fiscales y legislativas fueron los motivos que arguyeron los rebeldes, que deseaban una vuelta a los antiguos usos. La rebelión supuso el desbaratamiento de la política fiscal y monetaria de Alfonso. Alfonso, sin embargo, conservó el favor del papa, a la sazón Martín IV, y del rey de Francia. Al reponerse de la enfermedad a finales de 1282, maldijo a su hijo, a quien desheredó en su testamento, y ayudado por sus antiguos enemigos los benimerines empezó a recuperar su posición. Cuando cada vez más nobles y ciudades rebeldes iban abandonando la facción de Sancho, murió el Rey Sabio en Sevilla, el 4 de abril de 1284. Sancho, a pesar de haber sido desheredado, fue coronado en Toledo el 30 de abril de 1284.

## Matrimonio y descendencia
Antes de casarse con Violante de Aragón, había sido tratado su matrimonio en dos ocasiones, siendo un adolescente. La primera fue en 1234, con la infanta Blanca de Champaña, hija del rey Teobaldo I de Navarra. Posteriormente, con Felipa de Ponthieu, hermana de su madrastra la reina Juana, para cuyo enlace el papa Gregorio IX emitió dispensa el 31 de agosto de 1237. Ambos compromisos quedaron sin efecto y en 1240 ya había sido acordado su matrimonio con Violante, según consta en el testamento del 1 de enero de 1241 de Jaime I el Conquistador, rey de Aragón, donde cita a su hija Ioles, coniugi Alfonsi, primogeniti illustris regis Castellae.
Tuvo varios hijos naturales antes de contraer matrimonio, siendo estos y sus respectivas madres, los siguientes:
Con María Alfonso de León, su tía, hija ilegítima del rey Alfonso IX de León y Teresa Gil de Soverosa, tuvo a:
- Berenguela Alfonso (c. 1241-¿?). Contrajo matrimonio, después de 1264, con Pedro Núñez de Guzmán, falleció joven y sin descendencia.[123]

Con Elvira Rodríguez de Villada, hija de Rodrigo Fernández de Villada, tuvo a:
- Alfonso Fernández el Niño (1242-1281), señor de Molina y Mesa por su matrimonio con Blanca Alfonso de Molina, bisnieta de Alfonso IX de León.[125]

Con Mayor Guillén de Guzmán, I señora de Alcocer, Cifuentes, Viana de Mondéjar, Palazuelos, Salmerón y Valdeolivas, hija de Guillén Pérez de Guzmán y de María González Girón, fue padre de:
- Beatriz (c.1242/1244-1303), quien heredó los señoríos de su madre y fue reina de Portugal por su matrimonio con Alfonso III de Portugal.[127]

De su matrimonio el 29 de enero de 1249 en la Colegiata de Valladolid con la reina Violante de Aragón, hija de Jaime I el Conquistador, nacieron once hijos:
- Berenguela (Sevilla, 1253-1300). La primogénita,[129] fue proclamada heredera del reino en 1254, pero el nacimiento de su hermano Fernando la postergó. Estuvo prometida a Luis de Francia, hijo y heredero de Luis IX, pero no se llegaron a casar por la muerte prematura del novio en 1260. Fue la única de los hijos legítimos del rey que permaneció junto a él durante la rebelión del infante Sancho.
- Beatriz (Burgos, 1254-después de 1280), se casó con el marqués Guillermo VII de Montferrato,[129] vicario de Alfonso X en el Imperio en 1271, en Murcia.
- Fernando de la Cerda (1255-1275). Heredero al trono castellano,[129] se casó en 1269 con Blanca de Francia, hija de Luis IX de Francia, con quien tuvo dos hijos.[129] Su muerte prematura permitió que su hermano Sancho se convirtiera en rey. Fue enterrado en el monasterio de Santa María la Real de Las Huelgas de Burgos.
- Leonor (1256-1275).
- Sancho IV de Castilla (Valladolid, 12 de mayo de 1258-1295), rey de Castilla,[130] a la muerte de Alfonso X. Sepultado en el presbiterio de la Catedral de Toledo.
- Constanza (febrero/octubre de 1259-23 de julio de 1280), monja en el monasterio de Santa María la Real de Las Huelgas[130] y sepultada allí.
- Pedro (Sevilla, entre el 15 de mayo y el 27 de julio de 1260-20 de octubre de 1283).[130] Padre de Sancho de Castilla «el de la Paz»,[130] fue sepultado en el desaparecido convento de San Francisco de Valladolid.
- Juan (entre el 22 de marzo y el 20 de abril de 1262[130]-25 de junio de 1319).
- Isabel de Castilla y Aragón (c. 1263-1264). Murió en la infancia.[122]
- Violante de Castilla (1265-1287/1308), contrajo matrimonio en junio de 1282 con Diego López V de Haro, señor de Vizcaya.[122]
- Jaime de Castilla (1266-1284), señor de los Cameros.[122]

Estando ya casado tuvo los siguientes hijos de madre desconocida, ambos menores de edad cuando su padre otorgó testamento en enero de 1284:
- Martín Alfonso,[131] abad en Valladolid, mencionado como hermano de Urraca Alfonso en el codicilo del testamento del rey.
- Urraca Alfonso,[131] citada también en el codicilo del testamento de Alfonso X, que le encomendó a su hija natural Beatriz la misión de casar a su media hermana honradamente. Pudo ser la Urraca Alfonso que fue abadesa desde 1296 hasta 1320 en el monasterio de Las Huelgas en Burgos al mismo tiempo que su sobrina, Blanca, hija de su media hermana, Beatriz, era señora de dicho monasterio entre 1295 y 1321.[132] No se debe confundir con su homónima, hija ilegítima del rey Alfonso IX de León y de Teresa Gil de Soverosa, casada con Pedro Núñez de Guzmán, adelantado mayor de Castilla.[133]

## Ancestros
| \| \| \| \| \| \| \| \| \| \| \| \| \| \| \| \| \| \| \| \| 16. Alfonso VII de León \| \| \| \| \| \| \| \| \| \| \| \| \| \| \| \| \| \| \| \| \| \| \| \| \| \| \| \| \| \| \| \| \| \| \| \| \| \| \| \| \| \| \| \| \| \| \| \| \| \| \| \| \| \| 8. Fernando II de León \| \| \| \| \| \| \| \| \| \| \| \| \| \| \| \| \| \| \| \| \| \| \| \| \| \| \| \| \| \| \| \| \| \| \| \| \| \| \| \| \| \| \| \| \| \| \| \| \| \| \| \| \| \| 17. Berenguela de Barcelona \| \| \| \| \| \| \| \| \| \| \| \| \| \| \| \| \| \| \| \| \| \| \| \| \| \| \| \| \| \| \| \| \| \| \| \| \| \| \| \| \| \| \| \| \| \| \| \| \| \| \| \| \| \| 4. Alfonso IX de León \| \| \| \| \| \| \| \| \| \| \| \| \| \| \| \| \| \| \| \| \| \| \| \| \| \| \| \| \| \| \| \| \| \| \| \| \| \| \| \| \| \| \| \| \| \| \| \| \| \| \| \| \| \| 18. Alfonso I Enríquez \| \| \| \| \| \| \| \| \| \| \| \| \| \| \| \| \| \| \| \| \| \| \| \| \| \| \| \| \| \| \| \| \| \| \| \| \| \| \| \| \| \| \| \| \| \| \| \| \| \| \| \| \| \| 9. Urraca de Portugal \| \| \| \| \| \| \| \| \| \| \| \| \| \| \| \| \| \| \| \| \| \| \| \| \| \| \| \| \| \| \| \| \| \| \| \| \| \| \| \| \| \| \| \| \| \| \| \| \| \| \| \| \| \| 19. Mafalda de Saboya \| \| \| \| \| \| \| \| \| \| \| \| \| \| \| \| \| \| \| \| \| \| \| \| \| \| \| \| \| \| \| \| \| \| \| \| \| \| \| \| \| \| \| \| \| \| \| \| \| \| \| \| \| \| 2. Fernando III de Castilla \| \| \| \| \| \| \| \| \| \| \| \| \| \| \| \| \| \| \| \| \| \| \| \| \| \| \| \| \| \| \| \| \| \| \| \| \| \| \| \| \| \| \| \| \| \| \| \| \| \| \| \| \| \| 20. Sancho III de Castilla \| \| \| \| \| \| \| \| \| \| \| \| \| \| \| \| \| \| \| \| \| \| \| \| \| \| \| \| \| \| \| \| \| \| \| \| \| \| \| \| \| \| \| \| \| \| \| \| \| \| \| \| \| \| 10. Alfonso VIII de Castilla \| \| \| \| \| \| \| \| \| \| \| \| \| \| \| \| \| \| \| \| \| \| \| \| \| \| \| \| \| \| \| \| \| \| \| \| \| \| \| \| \| \| \| \| \| \| \| \| \| \| \| \| \| \| 21. Blanca Garcés de Pamplona \| \| \| \| \| \| \| \| \| \| \| \| \| \| \| \| \| \| \| \| \| \| \| \| \| \| \| \| \| \| \| \| \| \| \| \| \| \| \| \| \| \| \| \| \| \| \| \| \| \| \| \| \| \| 5. Berenguela de Castilla \| \| \| \| \| \| \| \| \| \| \| \| \| \| \| \| \| \| \| \| \| \| \| \| \| \| \| \| \| \| \| \| \| \| \| \| \| \| \| \| \| \| \| \| \| \| \| \| \| \| \| \| \| \| 22. Enrique II de Inglaterra \| \| \| \| \| \| \| \| \| \| \| \| \| \| \| \| \| \| \| \| \| \| \| \| \| \| \| \| \| \| \| \| \| \| \| \| \| \| \| \| \| \| \| \| \| \| \| \| \| \| \| \| \| \| 11. Leonor Plantagenet \| \| \| \| \| \| \| \| \| \| \| \| \| \| \| \| \| \| \| \| \| \| \| \| \| \| \| \| \| \| \| \| \| \| \| \| \| \| \| \| \| \| \| \| \| \| \| \| \| \| \| \| \| \| 23. Leonor de Aquitania \| \| \| \| \| \| \| \| \| \| \| \| \| \| \| \| \| \| \| \| \| \| \| \| \| \| \| \| \| \| \| \| \| \| \| \| \| \| \| \| \| \| \| \| \| \| \| \| \| \| \| \| \| \| 1. Alfonso X de León y II de Castilla \| \| \| \| \| \| \| \| \| \| \| \| \| \| \| \| \| \| \| \| \| \| \| \| \| \| \| \| \| \| \| \| \| \| \| \| \| \| \| \| \| \| \| \| \| \| \| \| \| \| \| \| \| \| 24. Federico II de Suabia \| \| \| \| \| \| \| \| \| \| \| \| \| \| \| \| \| \| \| \| \| \| \| \| \| \| \| \| \| \| \| \| \| \| \| \| \| \| \| \| \| \| \| \| \| \| \| \| \| \| \| \| \| \| 12. Federico I Barbarroja \| \| \| \| \| \| \| \| \| \| \| \| \| \| \| \| \| \| \| \| \| \| \| \| \| \| \| \| \| \| \| \| \| \| \| \| \| \| \| \| \| \| \| \| \| \| \| \| \| \| \| \| \| \| 25. Judith de Baviera \| \| \| \| \| \| \| \| \| \| \| \| \| \| \| \| \| \| \| \| \| \| \| \| \| \| \| \| \| \| \| \| \| \| \| \| \| \| \| \| \| \| \| \| \| \| \| \| \| \| \| \| \| \| 6. Felipe de Suabia \| \| \| \| \| \| \| \| \| \| \| \| \| \| \| \| \| \| \| \| \| \| \| \| \| \| \| \| \| \| \| \| \| \| \| \| \| \| \| \| \| \| \| \| \| \| \| \| \| \| \| \| \| \| 26. Reinaldo III de Borgoña \| \| \| \| \| \| \| \| \| \| \| \| \| \| \| \| \| \| \| \| \| \| \| \| \| \| \| \| \| \| \| \| \| \| \| \| \| \| \| \| \| \| \| \| \| \| \| \| \| \| \| \| \| \| 13. Beatriz de Borgoña \| \| \| \| \| \| \| \| \| \| \| \| \| \| \| \| \| \| \| \| \| \| \| \| \| \| \| \| \| \| \| \| \| \| \| \| \| \| \| \| \| \| \| \| \| \| \| \| \| \| \| \| \| \| 27. Ágata de Lorena \| \| \| \| \| \| \| \| \| \| \| \| \| \| \| \| \| \| \| \| \| \| \| \| \| \| \| \| \| \| \| \| \| \| \| \| \| \| \| \| \| \| \| \| \| \| \| \| \| \| \| \| \| \| 3. Beatriz de Suabia \| \| \| \| \| \| \| \| \| \| \| \| \| \| \| \| \| \| \| \| \| \| \| \| \| \| \| \| \| \| \| \| \| \| \| \| \| \| \| \| \| \| \| \| \| \| \| \| \| \| \| \| \| \| 28. Andrónico Ducas Ángelo \| \| \| \| \| \| \| \| \| \| \| \| \| \| \| \| \| \| \| \| \| \| \| \| \| \| \| \| \| \| \| \| \| \| \| \| \| \| \| \| \| \| \| \| \| \| \| \| \| \| \| \| \| \| 14. Isaac II Ángelo \| \| \| \| \| \| \| \| \| \| \| \| \| \| \| \| \| \| \| \| \| \| \| \| \| \| \| \| \| \| \| \| \| \| \| \| \| \| \| \| \| \| \| \| \| \| \| \| \| \| \| \| \| \| 29. Eufrosine Castamonitissa \| \| \| \| \| \| \| \| \| \| \| \| \| \| \| \| \| \| \| \| \| \| \| \| \| \| \| \| \| \| \| \| \| \| \| \| \| \| \| \| \| \| \| \| \| \| \| \| \| \| \| \| \| \| 7. Irene Ángelo \| \| \| \| \| \| \| \| \| \| \| \| \| \| \| \| \| \| \| \| \| \| \| \| \| \| \| \| \| \| \| \| \| \| \| \| \| \| \| \| \| \| \| \| \| \| \| \| \| \| \| \| \| \| 30. \| \| \| \| \| \| \| \| \| \| \| \| \| \| \| \| \| \| \| \| \| \| \| \| \| \| \| \| \| \| \| \| \| \| \| \| \| \| \| \| \| \| \| \| \| \| \| \| \| \| \| \| \| \| 15. Irene Paleóloga? \| \| \| \| \| \| \| \| \| \| \| \| \| \| \| \| \| \| \| \| \| \| \| \| \| \| \| \| \| \| \| \| \| \| \| \| \| \| \| \| \| \| \| \| \| \| \| \| \| \| \| \| \| \| 31. \| \| \| \| \| \| \| \| \| \| \| \| \| \| \| \| \| \| \| \| \| \| \| \| \| \| \| \| \| \| \| \| \| \| \| \| \| \| \| \| \| \| \| \| \| \| \| \| \| \| \| \| |                                       |  |  |  |  |  |  |  |  |  |  |  |  |  |  |  |
| |                                       |  |  |  |  |  |  |  |  |  |  |  |  |  |  |  |
| | 16. Alfonso VII de León               |  |  |  |  |  |  |  |  |  |  |  |  |  |  |  |
| |                                       |  |  |  |  |  |  |  |  |  |  |  |  |  |  |  |
| |                                       |  |  |  |  |  |  |  |  |  |  |  |  |  |  |  |
| | 8. Fernando II de León                |  |  |  |  |  |  |  |  |  |  |  |  |  |  |  |
| |                                       |  |  |  |  |  |  |  |  |  |  |  |  |  |  |  |
| |                                       |  |  |  |  |  |  |  |  |  |  |  |  |  |  |  |
| | 17. Berenguela de Barcelona           |  |  |  |  |  |  |  |  |  |  |  |  |  |  |  |
| |                                       |  |  |  |  |  |  |  |  |  |  |  |  |  |  |  |
| |                                       |  |  |  |  |  |  |  |  |  |  |  |  |  |  |  |
| | 4. Alfonso IX de León                 |  |  |  |  |  |  |  |  |  |  |  |  |  |  |  |
| |                                       |  |  |  |  |  |  |  |  |  |  |  |  |  |  |  |
| |                                       |  |  |  |  |  |  |  |  |  |  |  |  |  |  |  |
| | 18. Alfonso I Enríquez                |  |  |  |  |  |  |  |  |  |  |  |  |  |  |  |
| |                                       |  |  |  |  |  |  |  |  |  |  |  |  |  |  |  |
| |                                       |  |  |  |  |  |  |  |  |  |  |  |  |  |  |  |
| | 9. Urraca de Portugal                 |  |  |  |  |  |  |  |  |  |  |  |  |  |  |  |
| |                                       |  |  |  |  |  |  |  |  |  |  |  |  |  |  |  |
| |                                       |  |  |  |  |  |  |  |  |  |  |  |  |  |  |  |
| | 19. Mafalda de Saboya                 |  |  |  |  |  |  |  |  |  |  |  |  |  |  |  |
| |                                       |  |  |  |  |  |  |  |  |  |  |  |  |  |  |  |
| |                                       |  |  |  |  |  |  |  |  |  |  |  |  |  |  |  |
| | 2. Fernando III de Castilla           |  |  |  |  |  |  |  |  |  |  |  |  |  |  |  |
| |                                       |  |  |  |  |  |  |  |  |  |  |  |  |  |  |  |
| |                                       |  |  |  |  |  |  |  |  |  |  |  |  |  |  |  |
| | 20. Sancho III de Castilla            |  |  |  |  |  |  |  |  |  |  |  |  |  |  |  |
| |                                       |  |  |  |  |  |  |  |  |  |  |  |  |  |  |  |
| |                                       |  |  |  |  |  |  |  |  |  |  |  |  |  |  |  |
| | 10. Alfonso VIII de Castilla          |  |  |  |  |  |  |  |  |  |  |  |  |  |  |  |
| |                                       |  |  |  |  |  |  |  |  |  |  |  |  |  |  |  |
| |                                       |  |  |  |  |  |  |  |  |  |  |  |  |  |  |  |
| | 21. Blanca Garcés de Pamplona         |  |  |  |  |  |  |  |  |  |  |  |  |  |  |  |
| |                                       |  |  |  |  |  |  |  |  |  |  |  |  |  |  |  |
| |                                       |  |  |  |  |  |  |  |  |  |  |  |  |  |  |  |
| | 5. Berenguela de Castilla             |  |  |  |  |  |  |  |  |  |  |  |  |  |  |  |
| |                                       |  |  |  |  |  |  |  |  |  |  |  |  |  |  |  |
| |                                       |  |  |  |  |  |  |  |  |  |  |  |  |  |  |  |
| | 22. Enrique II de Inglaterra          |  |  |  |  |  |  |  |  |  |  |  |  |  |  |  |
| |                                       |  |  |  |  |  |  |  |  |  |  |  |  |  |  |  |
| |                                       |  |  |  |  |  |  |  |  |  |  |  |  |  |  |  |
| | 11. Leonor Plantagenet                |  |  |  |  |  |  |  |  |  |  |  |  |  |  |  |
| |                                       |  |  |  |  |  |  |  |  |  |  |  |  |  |  |  |
| |                                       |  |  |  |  |  |  |  |  |  |  |  |  |  |  |  |
| | 23. Leonor de Aquitania               |  |  |  |  |  |  |  |  |  |  |  |  |  |  |  |
| |                                       |  |  |  |  |  |  |  |  |  |  |  |  |  |  |  |
| |                                       |  |  |  |  |  |  |  |  |  |  |  |  |  |  |  |
| | 1. Alfonso X de León y II de Castilla |  |  |  |  |  |  |  |  |  |  |  |  |  |  |  |
| |                                       |  |  |  |  |  |  |  |  |  |  |  |  |  |  |  |
| |                                       |  |  |  |  |  |  |  |  |  |  |  |  |  |  |  |
| | 24. Federico II de Suabia             |  |  |  |  |  |  |  |  |  |  |  |  |  |  |  |
| |                                       |  |  |  |  |  |  |  |  |  |  |  |  |  |  |  |
| |                                       |  |  |  |  |  |  |  |  |  |  |  |  |  |  |  |
| | 12. Federico I Barbarroja             |  |  |  |  |  |  |  |  |  |  |  |  |  |  |  |
| |                                       |  |  |  |  |  |  |  |  |  |  |  |  |  |  |  |
| |                                       |  |  |  |  |  |  |  |  |  |  |  |  |  |  |  |
| | 25. Judith de Baviera                 |  |  |  |  |  |  |  |  |  |  |  |  |  |  |  |
| |                                       |  |  |  |  |  |  |  |  |  |  |  |  |  |  |  |
| |                                       |  |  |  |  |  |  |  |  |  |  |  |  |  |  |  |
| | 6. Felipe de Suabia                   |  |  |  |  |  |  |  |  |  |  |  |  |  |  |  |
| |                                       |  |  |  |  |  |  |  |  |  |  |  |  |  |  |  |
| |                                       |  |  |  |  |  |  |  |  |  |  |  |  |  |  |  |
| | 26. Reinaldo III de Borgoña           |  |  |  |  |  |  |  |  |  |  |  |  |  |  |  |
| |                                       |  |  |  |  |  |  |  |  |  |  |  |  |  |  |  |
| |                                       |  |  |  |  |  |  |  |  |  |  |  |  |  |  |  |
| | 13. Beatriz de Borgoña                |  |  |  |  |  |  |  |  |  |  |  |  |  |  |  |
| |                                       |  |  |  |  |  |  |  |  |  |  |  |  |  |  |  |
| |                                       |  |  |  |  |  |  |  |  |  |  |  |  |  |  |  |
| | 27. Ágata de Lorena                   |  |  |  |  |  |  |  |  |  |  |  |  |  |  |  |
| |                                       |  |  |  |  |  |  |  |  |  |  |  |  |  |  |  |
| |                                       |  |  |  |  |  |  |  |  |  |  |  |  |  |  |  |
| | 3. Beatriz de Suabia                  |  |  |  |  |  |  |  |  |  |  |  |  |  |  |  |
| |                                       |  |  |  |  |  |  |  |  |  |  |  |  |  |  |  |
| |                                       |  |  |  |  |  |  |  |  |  |  |  |  |  |  |  |
| | 28. Andrónico Ducas Ángelo            |  |  |  |  |  |  |  |  |  |  |  |  |  |  |  |
| |                                       |  |  |  |  |  |  |  |  |  |  |  |  |  |  |  |
| |                                       |  |  |  |  |  |  |  |  |  |  |  |  |  |  |  |
| | 14. Isaac II Ángelo                   |  |  |  |  |  |  |  |  |  |  |  |  |  |  |  |
| |                                       |  |  |  |  |  |  |  |  |  |  |  |  |  |  |  |
| |                                       |  |  |  |  |  |  |  |  |  |  |  |  |  |  |  |
| | 29. Eufrosine Castamonitissa          |  |  |  |  |  |  |  |  |  |  |  |  |  |  |  |
| |                                       |  |  |  |  |  |  |  |  |  |  |  |  |  |  |  |
| |                                       |  |  |  |  |  |  |  |  |  |  |  |  |  |  |  |
| | 7. Irene Ángelo                       |  |  |  |  |  |  |  |  |  |  |  |  |  |  |  |
| |                                       |  |  |  |  |  |  |  |  |  |  |  |  |  |  |  |
| |                                       |  |  |  |  |  |  |  |  |  |  |  |  |  |  |  |
| | 30.                                   |  |  |  |  |  |  |  |  |  |  |  |  |  |  |  |
| |                                       |  |  |  |  |  |  |  |  |  |  |  |  |  |  |  |
| |                                       |  |  |  |  |  |  |  |  |  |  |  |  |  |  |  |
| | 15. Irene Paleóloga?                  |  |  |  |  |  |  |  |  |  |  |  |  |  |  |  |
| |                                       |  |  |  |  |  |  |  |  |  |  |  |  |  |  |  |
| |                                       |  |  |  |  |  |  |  |  |  |  |  |  |  |  |  |
| | 31.                                   |  |  |  |  |  |  |  |  |  |  |  |  |  |  |  |
| |                                       |  |  |  |  |  |  |  |  |  |  |  |  |  |  |  |
| |                                       |  |  |  |  |  |  |  |  |  |  |  |  |  |  |  |

## Actividad cultural

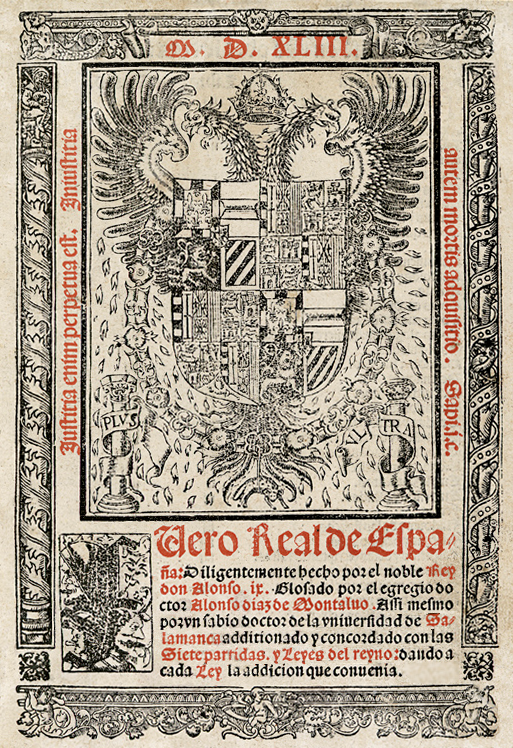
Fuero Real de Alfonso X. Edición impresa de 1543.

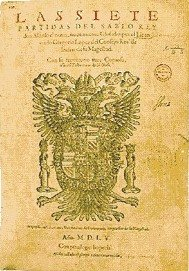
Portada de Las Siete Partidas. Edición impresa de 1555, glosada por Gregorio López.

La educación de Alfonso fue esmerada; el monarca tenía una gran sed de saber y un gran respeto a la cultura porque su madre, Beatriz de Suabia, quedó huérfana de ambos padres y se instruyó en la culta corte siciliana de Federico II Hohenstaufen, futuro emperador del Sacro Imperio Romano Germánico que hablaba nueve lenguas, protegió y fomentó la ciencia y la cultura y fundó en 1224 la Universidad de Nápoles. Un retrato de Alfonso el Sabio que subraya la pasión real por los conocimientos heredada de su madre lo ofrece el Libro de los judizios (3.ª, 1-22):

En este nuestro tiempo Dios nos denó dar señor en tierra conocedor de derechuría e de todo bien, amador de verdat, escodriñador de sciencias, requiridor de doctrinas e de enseñamientos, qui ama e allega a sí los sabios e los que s’ entremeten de saberes e les faze algo e mercet, porque cada uno d’ellos se trabaja espaladinar los saberes en que es introducto, e tornarlos en lengua castellana a laudor e a gloria del nombre de Dios e a ondra e en prez del antedicho señor, él qui es el noble Rey do Alfonso […] qui sempre desque fue en este mundo amó e allegó a sí las sciencias e los sabidores en ellas e alumbró e cumplió la grant mengua que era en los ladinos por defallimiento de los libros de los buenos filosofos e provados.

Desde su juventud, antes de 1252, fecha en que fue coronado rey, el príncipe Alfonso, además de escribir cantigas de escarnio e maldezir en galaico-portugués y otras profanas, de las que se han conservado 44, y, muy probablemente, algunos himnos de loor a la Virgen María, auspició la traducción de un libro de cuentos ejemplares (o exempla) en castellano: el Calila y Dimna. Ya mayor, mandó llamar a su Corte a trovadores como el genovés que escribía en occitano y gallego-portugués Bonifaci Calvo, los catalanes Arnaut Catalán y Cerverí de Gerona, los franceses Guiraut Riquer y Peire Cardenal y los gallegos Airas Nunes, Pero da Ponte y Alfonso Eanes do Coton; también hubo poetas hispanohebreos renombrados que le dedicaron elogios en verso, como el toledano Todros Abulafia, autor de un vasto cancionero compuesto durante su reinado, todavía no traducido al español. Hasta Giovanni Boccaccio lo usa como personaje central en el primer cuento de la última jornada de su Decamerón, donde se alaba su generosidad.
De la extensa obra alfonsí destacan: el Fuero Real de Castilla, el Espéculo y las Siete Partidas, entre las jurídicas; las Tablas alfonsíes, entre las astronómicas; y entre las de carácter histórico, la Estoria de España y la Grande e general estoria o General estoria, obra de historia universal. Las Cantigas de Santa María es un conjunto de canciones líricas, escritas en galaico-portugués y acompañadas de notación musical y unas vistosísimas ilustraciones que se hallan entre lo mejor de la pintura de su tiempo. El Lapidario versa sobre las propiedades minerales, y el Libro de los juegos sobre temas lúdicos (ajedrez, dados y tablas), deportes de la nobleza en aquel tiempo. La intervención del rey fue a veces directa y a veces indirecta, pero indudablemente fue el arquitecto de estas obras:

El rey faze un libro non por quel él escriva con sus manos mas porque compone las razones d'él e las emienda et yegua e endereça e muestra la manera de cómo se deven fazer, e desí escrívelas qui él manda. Peró dezimos por esta razón que el rey faze el libro.
Alfonso X el Sabio, General estoria I, f. 216r.

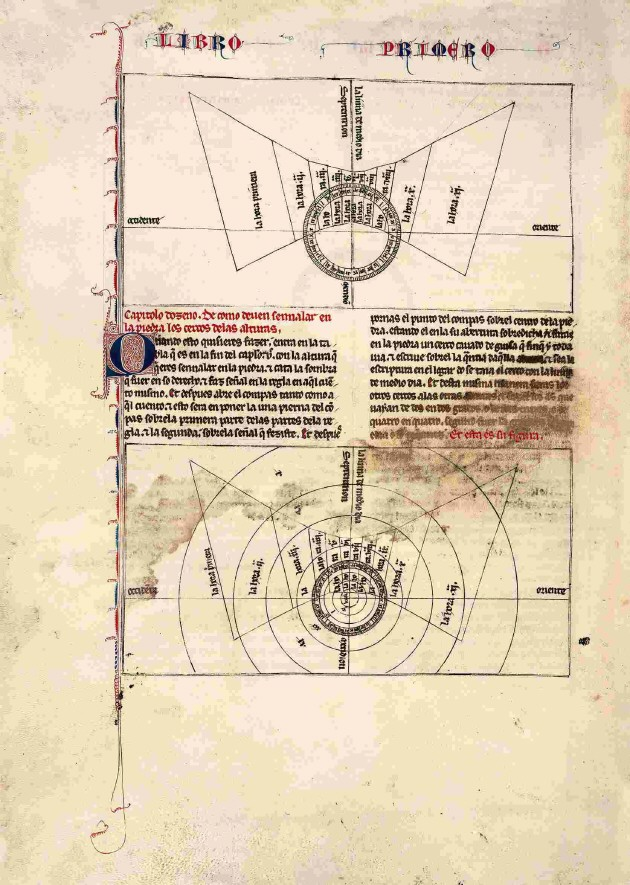
Folio del Libro del saber de astrología.

Es decir, concebía el plan de la obra, ponía los medios para realizarla y daba las instrucciones precisas sobre su estructura y contenido, e incluso descendía a detalles como precisar los dibujos e ilustraciones que debían ornar el texto. Esta preocupación por la obra bien hecha se manifiesta también en el prólogo del tratado inaugural de los Libros del saber de astrología, que es el Libro de las figuras de las estrellas fixas que son en el ochavo cielo, versión revisada acometida en 1276 de una primera traducción realizada en 1256. Allí se dice que el rey ordenó la traducción del texto a Yehudá ben Mošé y a Guillén Arremón de Aspa en 1256.

E después lo endereçó e lo mandó componer este rey sobredicho, e tolló las razones que entendió que eran sobejanas e dobladas e que non eran en castellano derecho, e puso las otras que entendió que cumplían, e quanto al lenguaje endereçolo él por sí. E en los otros saberes ovo por ayuntadores a maestre Joan de Mesina e a maestre Joan de Cremona e a Yhudá el sobredicho e a Samuel. E esto fue en el año XXV de su reinado.

Alfonso convocó para esta labor a un conjunto de sabios en lenguas hebrea, árabe y latina, con quienes formó su scriptorium real, también conocido como Escuela de Traductores de Toledo. Contó con la colaboración de cristianos, judíos y musulmanes, que desarrollaron una importante labor científica al rescatar textos de la Antigüedad y al traducir textos árabes y hebreos al latín y al castellano. Estos trabajos habilitarán definitivamente el castellano como lengua culta, tanto en el ámbito científico como en el literario. Desde su reinado, además, se utilizará como lengua de la cancillería real frente al latín, que era la lengua de uso regular en la diplomacia regia de Castilla y de León.
También creó en Sevilla unos Studii o Escuelas generales de latín y de arábigo. Igualmente fundó en 1269 la Escuela de Murcia, dirigida por el matemático Al-Ricotí.
Elevó al rango de Universidad los Estudios Generales de Salamanca (1254) y Palencia (1263), siendo la de Salamanca la primera en ostentar ese título en Europa.

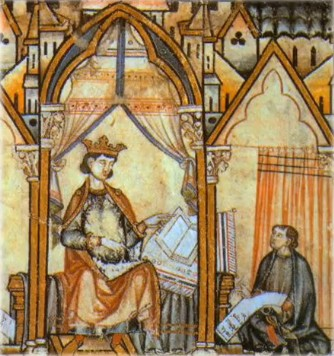
Alfonso X en el Prólogo del Códice Rico de las Cantigas de Santa María.

## Leyendas
Se atribuye al Rey la orden de que se sirviera con la bebida en todos los mesones de Castilla una pequeña porción de comida, habitualmente cecina o queso, los que Cervantes denominaba llamativos de la sed y Quevedo avisillos, en el siglo XX llamados tapas, a fin de retardar la embriaguez e impedir las peleas y disgustos provocadas por esta al salir de las tabernas, ventorrillos y fondas. Esta costumbre forjó varias leyendas etiológicas, si bien la más antigua y sólida es esta, porque la apoya el hecho de que el rey Alfonso se ufanara de gastrónomo y de ser el rey de mejor mesa de Europa, como declara en su cantiga profana XLIV:

Hubo aquí reyes de mayor poder / en conquistar y en ganar tierras, / pero no quien tuviese mayor placer / en comer cuando le dan buen yantar... / pues gran gusto tuve de muy buen comer.

Se intenta relacionar esta leyenda con un viaje del Rey a Jerez de la Frontera. Otra leyenda, que se sitúa esta vez en el alcázar de Segovia, le imputaba haber cometido por soberbia una blasfemia contra Dios al afirmar que, de haber estado él cuando Dios creó el mundo, lo habría hecho de otra manera, a causa de lo cual se habría producido el castigo divino de un gran incendio de este alcázar (1258), donde perecieron importantes personajes de su Corte, y, en otras versiones, su marginación al final de sus días en Sevilla de su propio reino, disputado y en su mayor parte dominado por su hijo el futuro Sancho IV.
La primera versión, perdida, de esta leyenda data de fines del siglo XIII, azuzada tal vez por la rebelión nobiliaria conocida como Conjuración de Lerma (1272), la rebelión del futuro Sancho IV y la muerte del príncipe heredero Fernando de la Cerda, punto inicial de una profunda controversia jurídica sobre la legitimidad del orden de sucesión real. Por otra parte, era bastante habitual en la literatura de la época (como en el Libro de Alexandre) condenar como soberbia en todo monarca la pretensión de conocer y dominar la naturaleza e iniciar empresas descabelladas y onerosas para los nobles, como en el caso de Alfonso X había sido la búsqueda de la corona imperial o el avasallamiento de los “buenos fueros” de antaño frente al exigente y nuevo Fuero Real alfonsí y las Siete partidas; la levantisca nobleza medieval disfrutaba siempre coartando el poder monárquico y contemplando a un juez juzgado y discutido por intentar consolidar una institución fuerte, como más tarde lograrán los reyes del absolutismo desde los Reyes Católicos en adelante. De amplia circulación oral, y a veces contada como una profecía hecha al recién nacido y contada a su madre Beatriz, los testimonios escritos de la leyenda aparecen en el siglo XIV. Fue aprovechada por la Crónica de 1344, por otra Crónica que se halla en el monasterio de Santo Domingo de Silos y se encuentra también en un códice de textos jurídicos (BNE 431); hay testimonios escritos de la misma también en Portugal, Aragón, Navarra y Cataluña, a veces atribuida por confusión al rey Fernando IV "el Emplazado", y tuvo una de sus últimas apariciones en El baladro del sabio Merlín (Sevilla, 1535).
| Predecesor: Fernando III         | Rey de Castilla 1252-1284                                                   | Sucesor: Sancho IV |
| Predecesor: Guillermo de Holanda | Rey electo de Romanos 1257-1275 (rival de Ricardo de Cornualles, 1257-1272) | Sucesor: Rodolfo I |